# Paleolitic
Paleoliticul, cunoscut și ca Epoca de Piatră (din limba greacă palaios - vechi, lithos - piatră), este era preistorică în care au apărut primele forme de viață inteligentă - Hominidae. Cele mai cunoscute specii de hominizi au fost Homo naledi, Homo habilis, Homo ergaster, Homo erectus, Homo floresiensis, Homo antecessor, Homo denisovensis, Homo heidelbergensis, Homo rhodesiensis, Homo neanderthalensis și Homo sapiens. 
Paleoliticul, ca eră preistorică,  a început în ultima parte a erei geolologice Pliocen, ultima eră geologică din perioada Neogen -2.588–23.03 milioane de ani, și s-a încheiat în Pleistocen (2.588 milioane ani-11.784 î.en.), din perioada Cuaternar (2.588 milioane ani - prezent), toate acestea fiind cuprinse în Neozoic, o eră numită și Cenozoic (însemnând "viață nouă", din greacă kainos ="nou", și   zoe = "viață"), fiind cea mai recentă dintre cele trei ere geologice clasice,  care a început de la sfârșitul Cretacicului  atunci când au dispărut ultimii dinozauri tereștri (Mezozoic), și care durează până în prezent. 

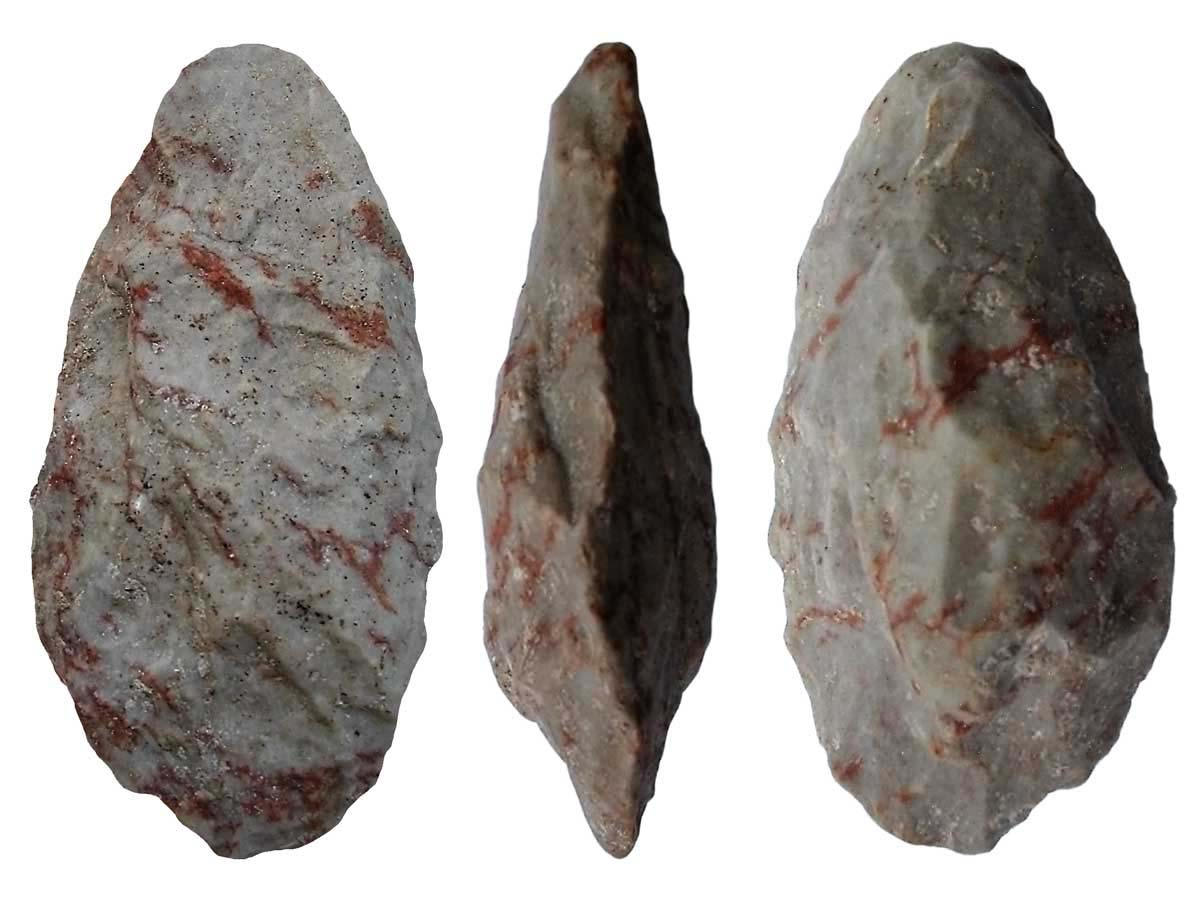
Unelte din piatră ce datează din Paleolitic, provincia Valladolid (Spania)

Pleistocenul (în greacă πλεῖστος, pleistos "cel mai" și καινός, kainos "nou"), cunoscut și ca Era glaciară, este epoca geologică care a început acum aproximativ 2.588.000 de ani și s-a terminat acum 11.700 de ani. 
Este era preistorică în care hominidele dezvoltă primele unelte din piatră și cuprinde 99% din epoca pietrei.
Pe durata erei au fost dezvoltate industrii litice. Industria litică desemnează toate obiectele din piatră tăiată și piatră șlefuită și poartă denumiri locale după situl arheologic în care au fost găsite - de exemplu, industria Aurignacă poartă denumirea după uneltele de  piatră găsite în Aurignac, o comună în departamentul Haute-Garonne din sudul Franței, iar localitatea este cunoscută pentru vestigiile arheologice din preistorie, cu caracteristici prezente pe o întinsă regiune a Europei și care formează o cultură arheologică numită aurignacian. 
Aceste obiecte sunt transformate în mod intenționat de oameni. În practică, această expresie se referă la unelte finite, la arme, dar și la toate produsele secundare legate de fabricarea acestora (semifabricate).  Era atât o industrie de minerit, cât și o industrie de producție. 
Era Paleoliticului a început acum 3,3 milioane de ani și s-a încheiat la finalul Pleistocenului, acum 11.650 ani. 
Paleoliticul, la rândul său, este împărțit în Paleoliticul Arhaic (început acum 3,3 milioane de ani, încheiat acum 1,76 milioane de ani), Paleoliticul Inferior (început acum  1,76 milioane de ani, încheiat acum 350.000 ani), Paleoliticul Mijlociu (început acum 350.000 de ani, încheiat acum 45.000 ani) și Paleoliticul Superior (început acum 45.000 ani, încheiat acum 11.500 ani). 
Paleoliticul în Europa a fost succedat de Mezolitic. 
Pe durata Paleoliticului, hominizii au alcătuit mici comunități (bande sociale) și grupuri de vânători-culegători și pescari. 
Paleoliticul este caracterizat prin folosirea uneltelor cioplite din piatră, dar și a uneltelor din lemn și oase. Hominizii foloseau și pielea de animal și fibre vegetale ca unelte, dar acestea s-au descompus rapid.  
Acum 50.000 ani, se dezvoltase o varietate de unelte, de la proiectile folosite pentru aruncare la distanță, ca sulițele și săgețile, până la pumnale și instrumente de perforare. În Africa s-au găsit primele relicve din oase și forme de artă preistorică conform descoperirilor arheologice.  
Prima dovadă a pescuitului uman a fost găsită în peștera Blombos din Africa de Sud. 
Umanitatea a evoluat din primii membrii ai genului Homo, ca Homo Habilis ce folosea unelte din piatră până la oamenii moderni din punct de vedere anatomic. În Paleoliticul Superior, hominizii au dezvoltat comportamentul și limbajul uman.
La sfârșitul Paleoliticului, în special în perioada Paleoliticului de Mijloc și Paleoliticului Superior, oamenii au dezvoltat primele forme de artă după picturile rupestre și comportamentul spiritual prin ritualurile de înmormântare. 
Condițile pe durata Paleoliticului au fost glaciare și interglaciare. Din punct de vedere climatic, era s-a caracterizat prin temperaturi extrem de scăzute, dar și extrem de crescute.  
Datele arhologice și genetice sugerează că hominizii au supraviețuit în zone slab împădurite și dispersate.  
Acum 50.000-40.000 de ani, primii oameni au sosit în Australia. Acum 45.000 ani, oameii s-au răspândit în Europa de Nord, în zona de climă rece.  
Acum 30.000 ani, primii oameni au sosit în Japonia, iar acum 27.000 ani, Siberia a fost populată, deasupra cercului polar. 
La finalul Paleoliticului Superior, un grup de oameni au traversat Strâmtoarea Bering din Rusia de azi și au ajuns în America de Nord. 

## Denumire
Termenul „Paleolitic” provine din grecescul παλαιός / palaios (vechi) și λίθος / lithos (piatră). Prin urmare, poate fi tradus literal ca „piatră veche”. Termenul a fost inventat în 1865 de baronul John Lubbock de Avebury, bancher, savant și filantrop britanic. 

## Definiție
Paleoliticul se caracterizează în primul rând printr-o economie bazată pe pradă, adică se hrăneau cu ce găseau în mediul înconjurător. Oamenii de atunci erau vânători-culegători și pescari care supraviețuiau de pe urma resurselor disponibile în natură. Oamenii din paleolitic nu cunoșteau nici agricultura, nici creșterea animalelor.
Câinele a fost singurul animal domesticit în scop de vânătoare în paleoliticul superior. 
Pe lângă vânătoare și pescuit, culegerea a fost principalul mijloc de obținere a resurselor de carne în paleoliticul inferior și mediu - culegeau insecte care ofereau proteinele necesare pentru a asigura caloriile necesare organismului uman, fie ouă de păsări care erau nutritive. 
Culegerea fructelor și legumelor, dezgroparea tuberculilor asigurau vitaminele și proteinele necesare. 
Dieta oamenilor din Paleolitic a fost studiată prin analiza compoziției chimice a țesuturilor umane fosilizate, în special a dinților care sunt adesea partea cea mai bine conservată a corpului uman după moarte. 
Densitatea populației în Paleolitic este estimată la mai puțin de 0,01 locuitori pe kilometru pătrat (deșerturile calde și ținuturile reci), față de 50 de locuitori/km 2 cât sunt pe planetă în prezent. Această densitate scăzută se datorează unei capacități reduse de exploatare a resurselor alimentare ale mediului, adăugată la deficitul de resurse în perioadele glaciare sau din cauza unui climat mai uscat îm cazul Africii. 
Uneltele din această perioadă erau din piatră tăiată, dar și din os, mai ales în paleoliticul superior . Lemnul este excepțional de bine conservat, dar trebuie să fi fost folosit frecvent, de exemplu pentru a produce sulițe sau pentru a face mânere pentru topoarele din piatră.  
Utilizarea pietrei lustruite și-a făcut apariția în Australia paleolitică și în Europa mezolitică. 
Pe de altă parte, prelucrarea metalelor este necunoscută în paleolitic, dar ceramica este folosită la realizarea statuetelor în paleoliticul superior. 

### Subdiviziuni

#### Paleoliticul arhaic
- Început: acum 3,3 milioane de ani

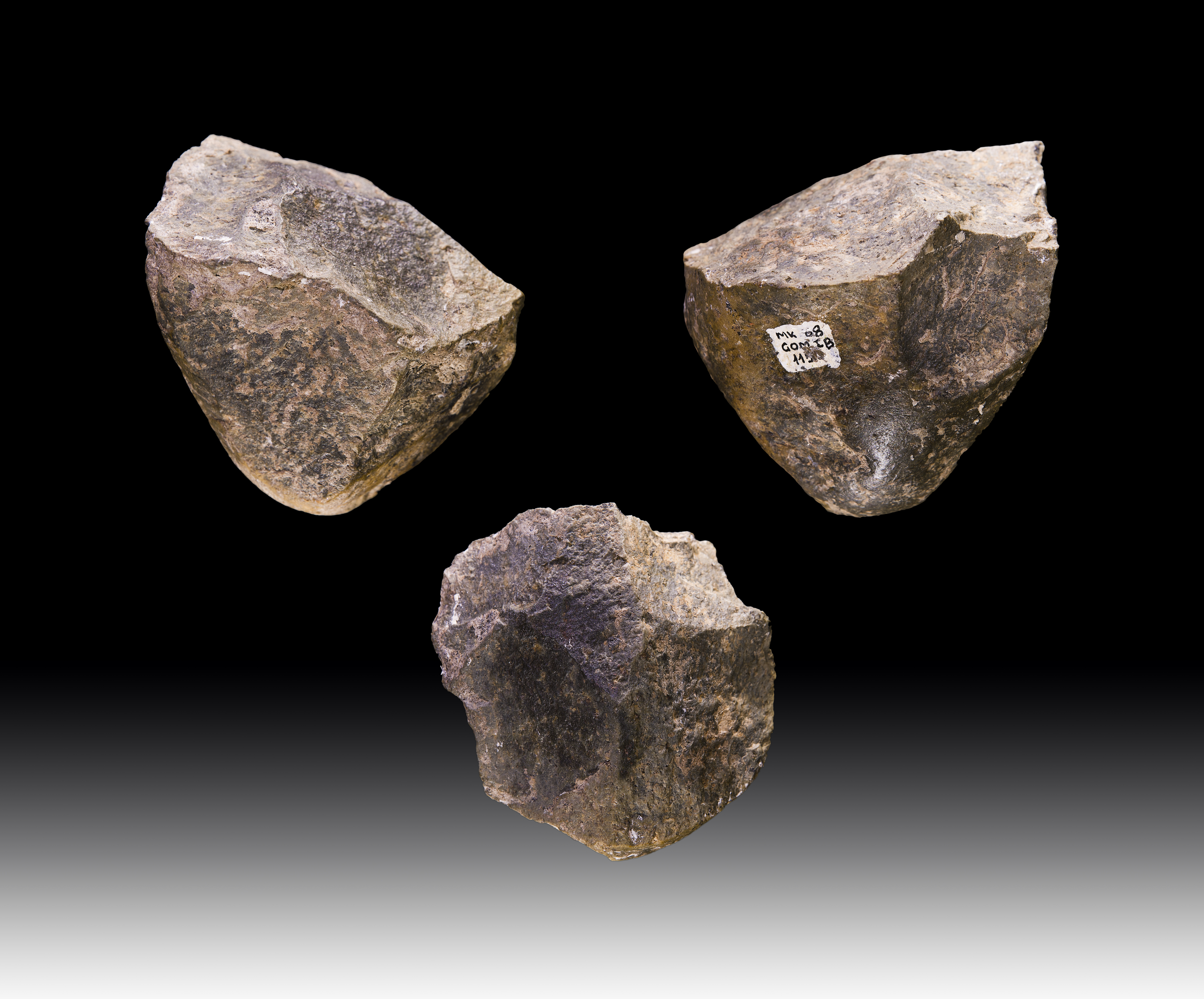
Unelte de piatră cioplită din Etiopia Paleoliticului arhaic, industria Oldowan, datate acum 1,7 milioane

- Industrii litice: Lomekwien, Oldowayen
- Unelte caracteristice: pietricele tăiate
- Cules fructe de pădure și ciuperci, cules insecte, vânătoare ocazională de animale mici

#### Paleoliticul inferior

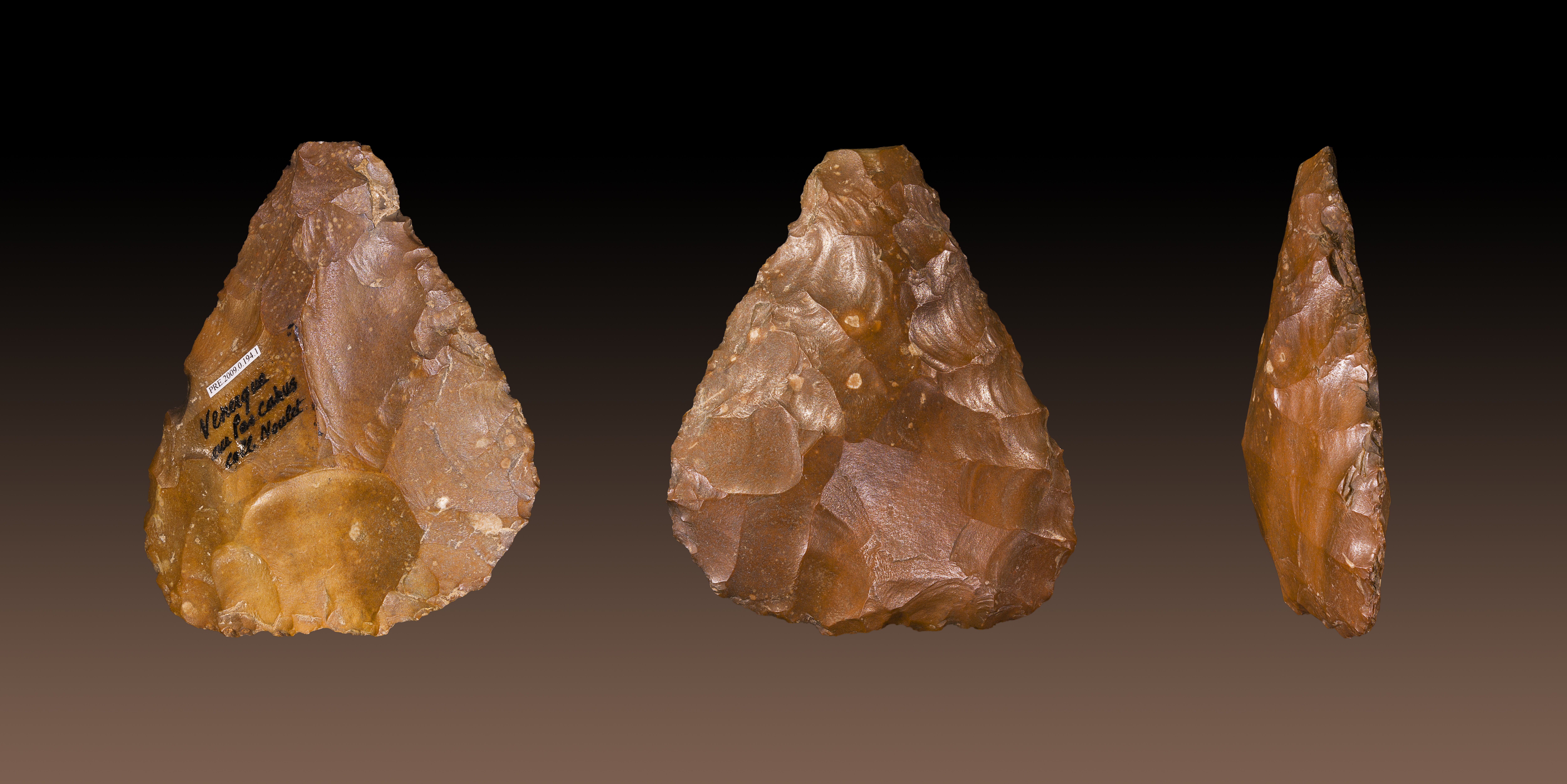
Unelte de piatră din Franța, datate acum 1 milion de ani din Paleoliticul Inferior

- Început: acum 1,76 milioane de ani
- Industrii: Acheulean, Tayacian, Clactonian
- Unelte caracteristice: topoare de mână cu cremene, satâre, suliță
- Cules, vânare animale mari
- Apare Omul de Neanderthal în Europa și  Omul de Denisova  în Asia cu cel puțin 450.000 de ani în urmă
- Utilizarea ocazională a focului necontrolat acum aproximativ 1,5 milioane de ani în Africa
- Controlarea focului în vetre acum aproximativ 400.000 de ani

În pleistocenul inferior apar primele unelte pentru vânătoare și cules: unelte rudimentare din așchii și bolovani de râu cu o muchie tăioasă pentru cioplit, tăiat și răzuit atribuite „culturii de prund” (sud-vestul Europei până în sud-vestul Asiei și Sudul Africii).
Primele unelte din piatră au fost create prin cioplire cu alte pietre sau bețe, astfel încât luau diverse forme. Un prim exemplu îl constituie „toporașul de mână” în forma sâmburelui de migdală, lucrat prin lovituri date pe ambele fețe (Africa de Nord, zona centrală și de răsărit). Așchiile erau, de asemenea, utilizate pentru a da o formă pietrei prin răzuire sau dăltuire.
Printre artefactele aparținând omului de Cro-Magnon se numără și bastoane din os sau corn, bogat decorate și perforate. Inițial, s-a crezut că reprezentau simboluri de cult ale statutului unei persoane și au fost denumite sceptre ale puterii. În prezent, se știe că erau utilizate pentru îndreptarea vârfurilor de lance din piatră sau os. Omul de Cro-Magnon folosea și aruncătoare de lance, bastoane terminate cu un cârlig, de care se fixa arma. Datorită acestora, lăncile erau aruncate la distanță și cu putere mai mare.
Apare folosirea focului, schimbându-se, astfel, regimul alimentar, ceea ce va determina modificări și în structura anatomică.

#### Paleoliticul mijlociu
- Început: acum 350.000 de ani

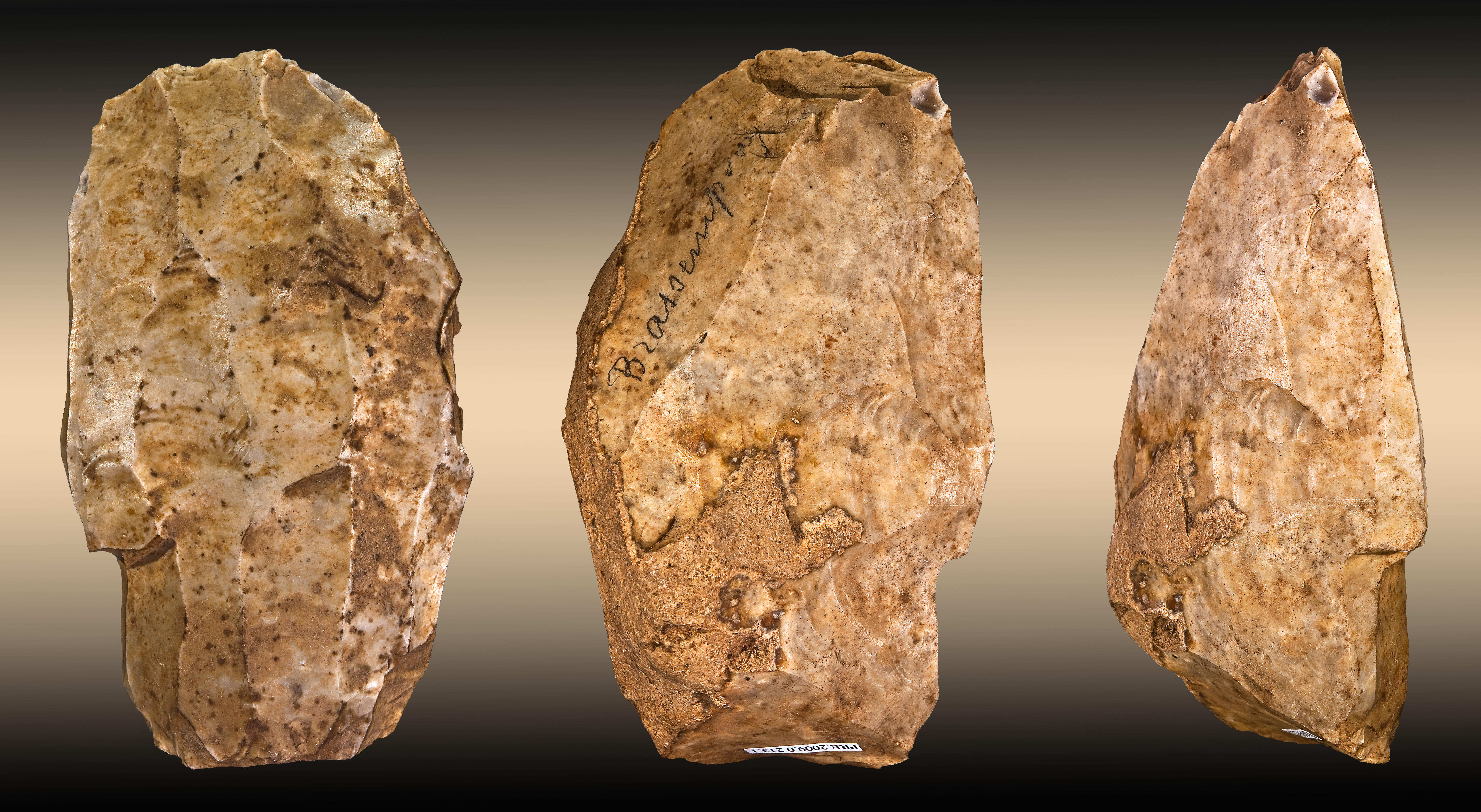
Uelte de piatră datate acum 300.000 ani

- Industrii: Mousterian, Micoquian (Europa), Yabroudian, Mousterian (Orientul Mijlociu), Sangoen, Lupembian (Africa Centrală), Aterian (Africa de Nord)
- Unelte caracteristice: pumnale din piatră cioplită și sulițe de lemn cu vârfuri din piatră ascuțită
- Cules fructe, vânăre de animale mari
- Utilizarea ocrului
- Apariția lui Homo sapiens acum 300.000 de ani în Africa
- Primele ritualuri funerare în Orientul Apropiat, efectuate de de Homo sapiens în urmă cu aproximativ 118.000 de ani
- Primele manifestări estetice din Africa (pietre și oase gravate, scoici străpunse) de Homo sapiens acum aproape 100.000 de ani (Africa de Sud, Maroc)

În paleoliticul mijlociu, cerințele vânătorii au determinat îmbunătățiri ale armelor și apariția unor lame fin cizelate. Astfel, a luat naștere tehnologia lamei subțiri, constând în crearea unor lame lungi și înguste de piatră sau de corn, care erau utilizate ca vârfuri de lance sau harpoane.
Neanderthalul folosea arme de silex, răzuitoare (racloare) pentru curățarea pieilor de animale și cojitul lemnului, vârfuri din silex pentru împuns și tăiat, folosite, probabil, și ca vârfuri de lance pentru vânătoare, vârfuri bicefale, mai reduse numeric: burine și gratoare întrebuințate pentru râcâit și tăiat.
În această perioadă se ajunge la o diviziune naturală a muncii: vânatul - îndeletnicire a bărbaților, iar culesul - practicat de femei. O altă îndeletnicire era aceea a pescuitului.

#### Paleoliticul superior
- Început: acum 45.000 de ani

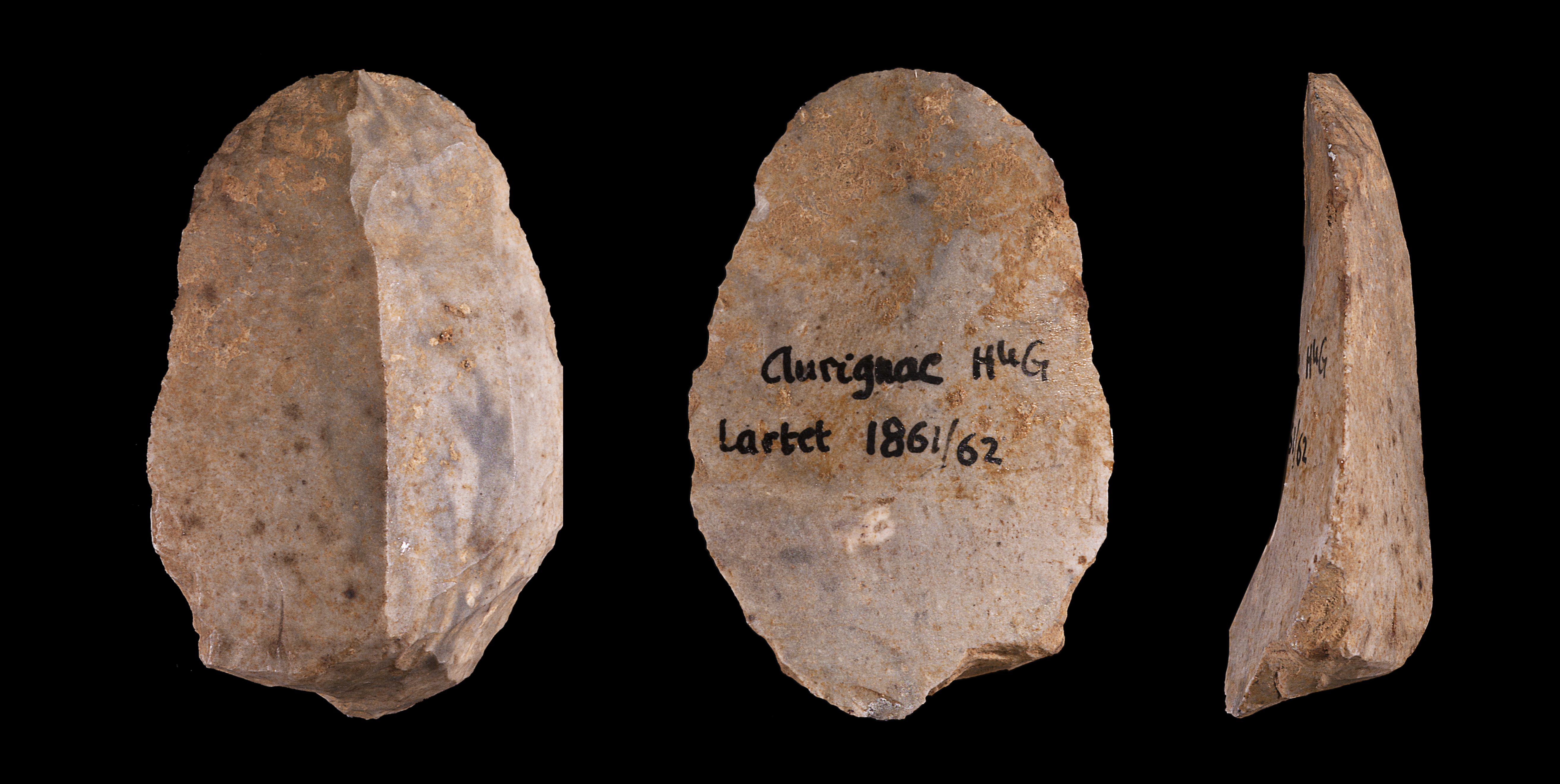
Pietre cioplite ale industriei Aurignac, datate acum 37.000 ani

- Homo sapiens sosește în Europa în urmă cu aproximativ 45.000 de ani
- Industrii de tranziție în Europa: Uluzzian, Châtelperronian, Kozarnikian, Bachokirian, Szeletian, Lincombian-Ranisian- Jerzmanowician
- Industrii din Europa: Aurignacian, Gravettian, Solutrean, Magdalenian, Epigravettian, Azilian
- Industrii din Africa: Tshitolien
- Unelte caracteristice: lame din piatră retușată, răzuitoare, dălți din piatră, vârfuri de săgeți din piatră, unelte din oase și coarne de animale, harpoane, ace din os
- Dezvoltarea artei rupestre (Peșterile Chauvet, Cosquer, Altamira, Lascaux) și a sculpturii (statuetele Venus)
- Domesticarea câinilor în scop de vânătoare
- Dispariția omului de Neanderthal, a omului de Denisova, a lui Homo Flores

În paleoliticul superior, Homo sapiens fosilis produce cuțite, străpungătoare, răzuitoare și dălți lucrate prin tehnica așchierii, având ambele margini ascuțite. Sunt realizate în mare cantitate vârfurile de silex pentru sulițe de aruncat, sau pentru săgețile lansate cu propulsorul. Apare tehnica prelucrării osului, fildeșului și cornului (pentru sulițe, harpoane, ace de cusut). În paleoliticul superior, vânătoarea se realiza și cu ajutorul arcului (descoperiri în nordul Europei).

## Antropogeneza

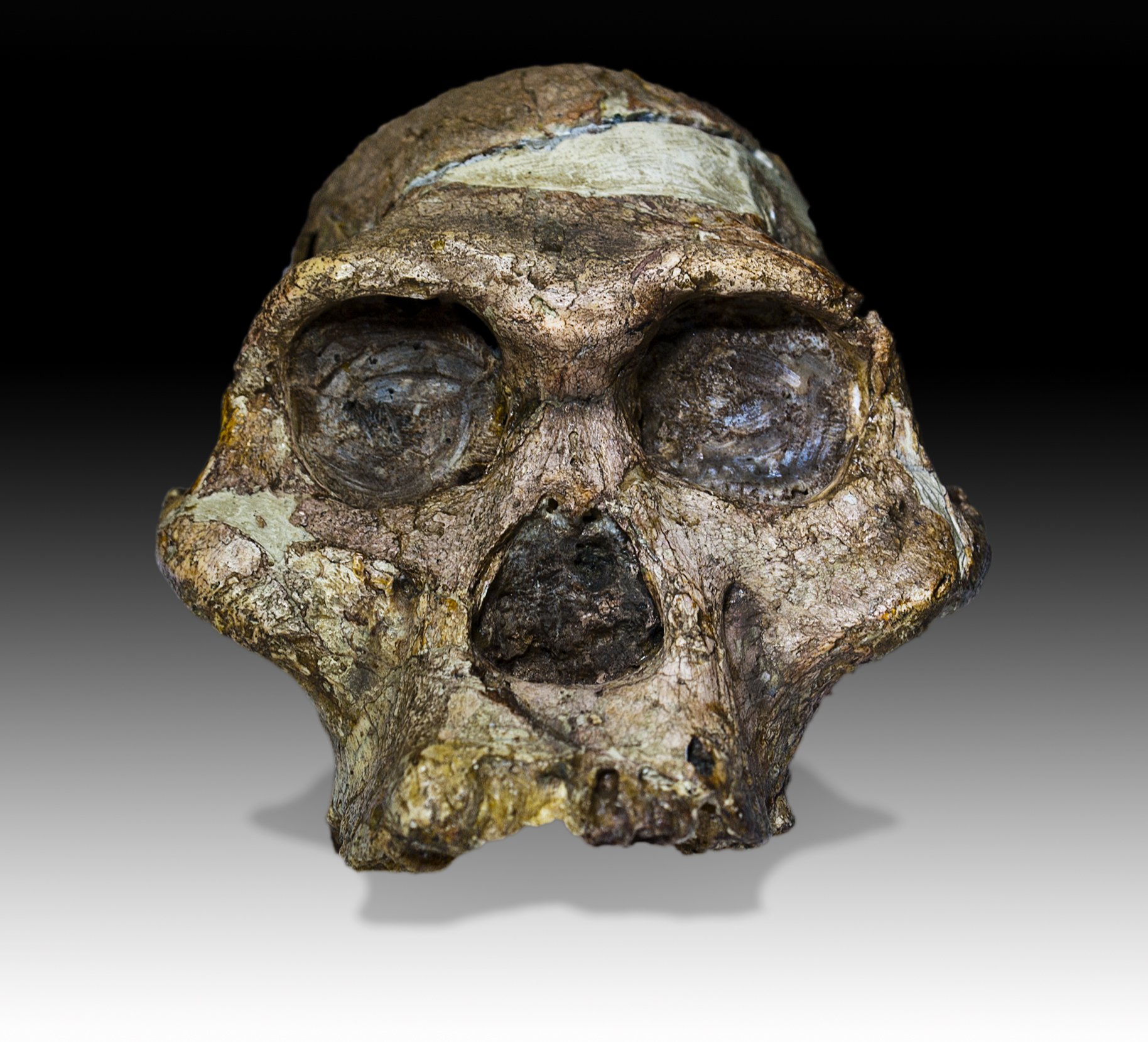
Australopithecus afarensis
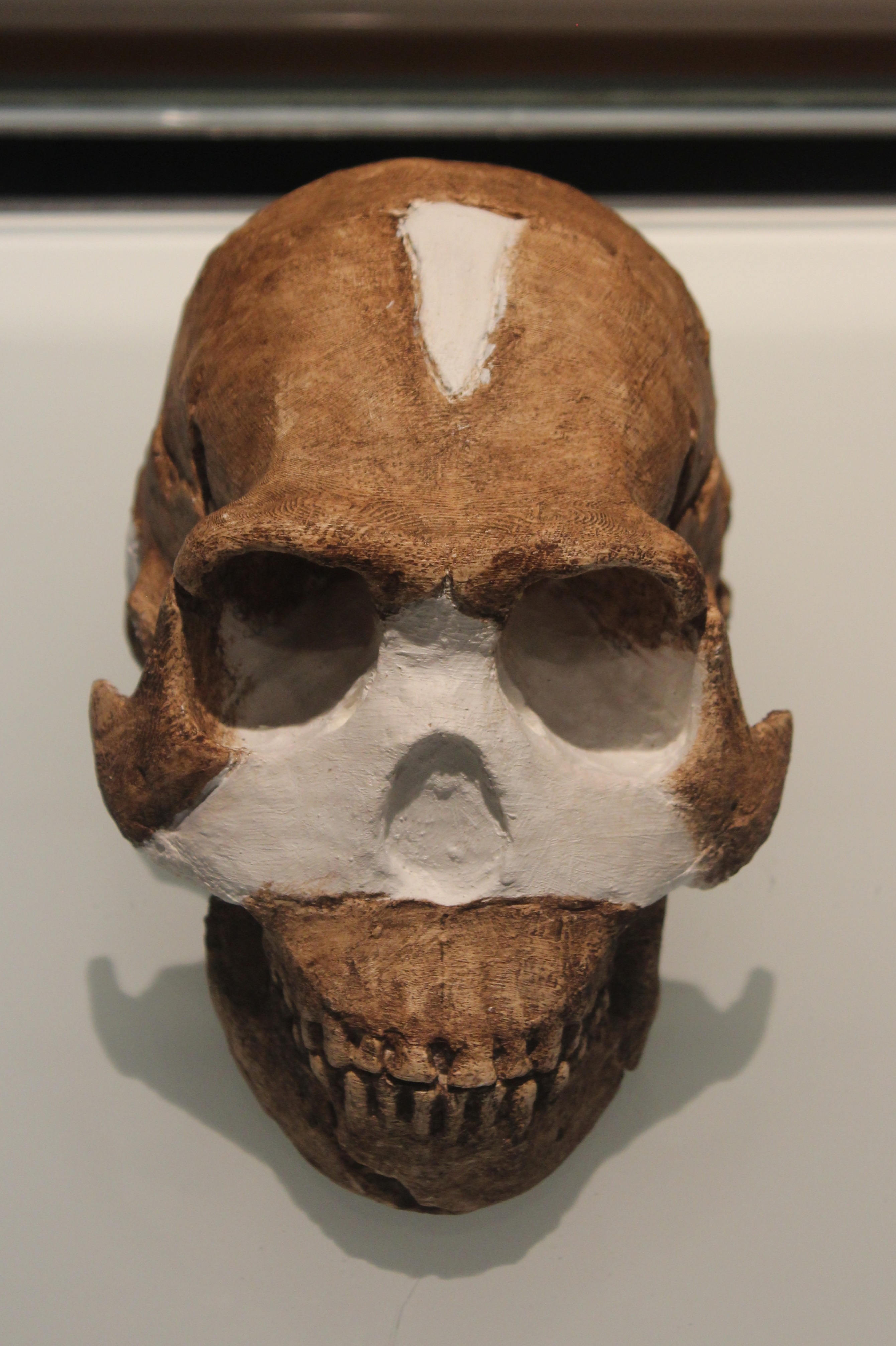
Homo naledi
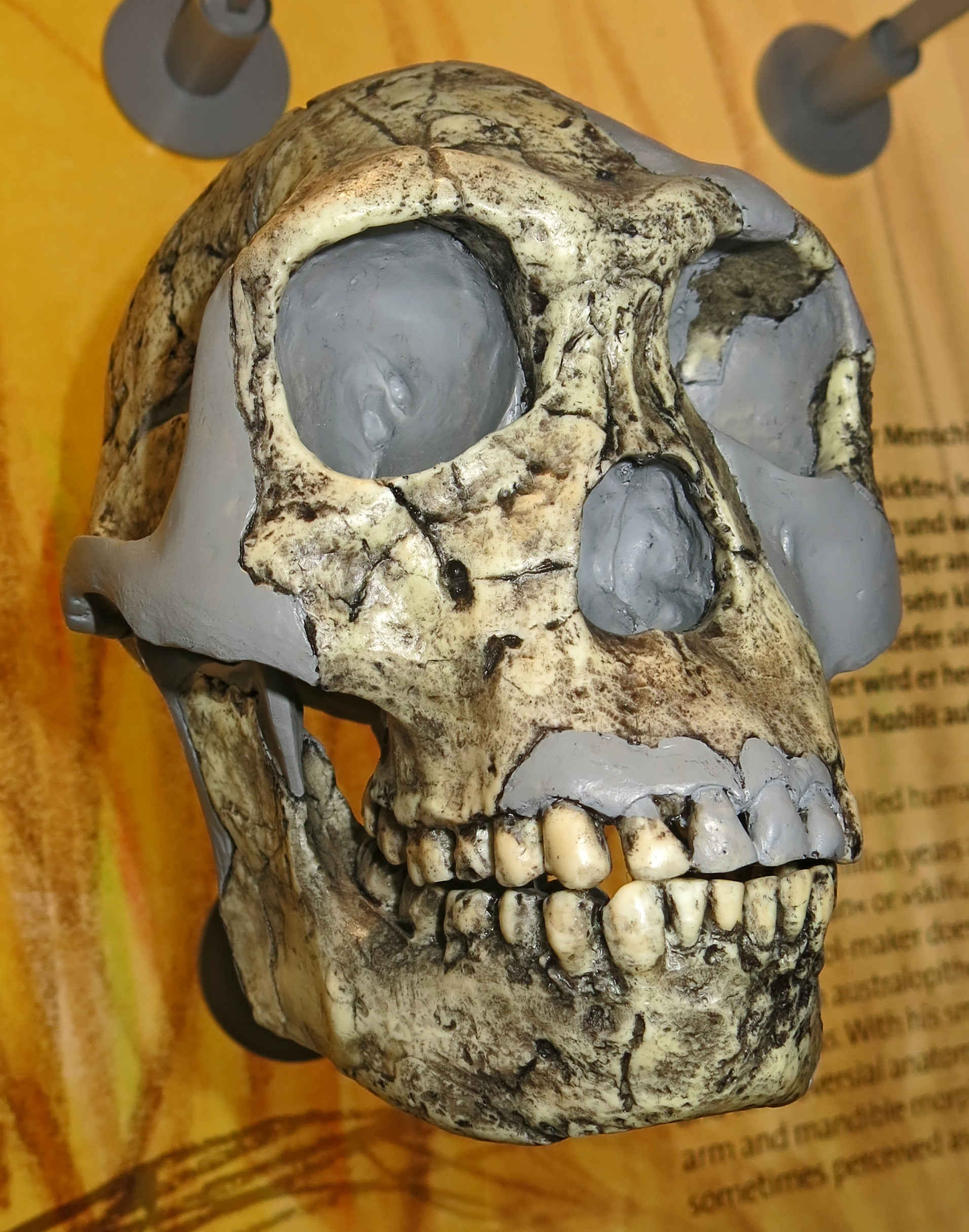
Homo habilis
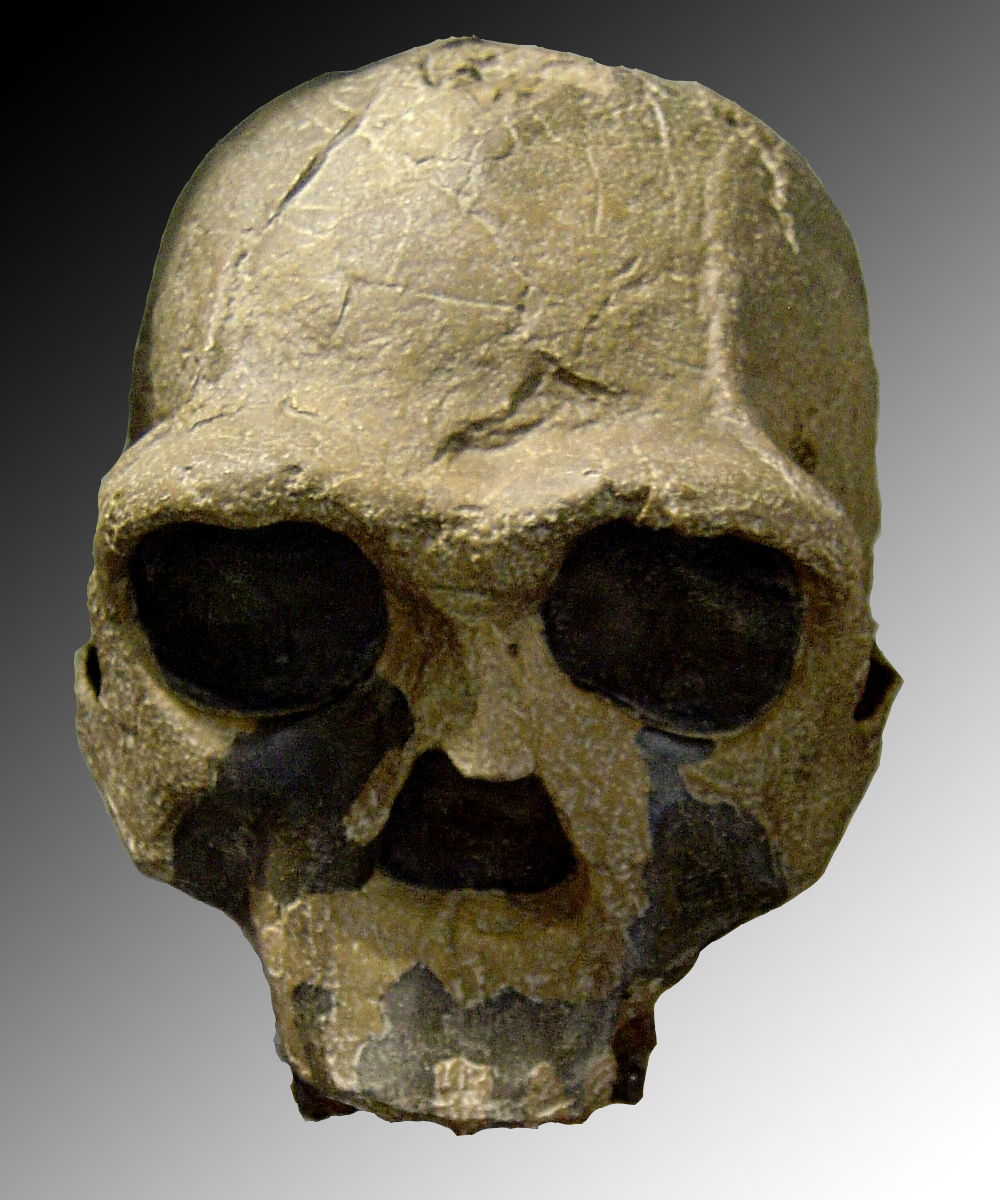
Homo ergaster
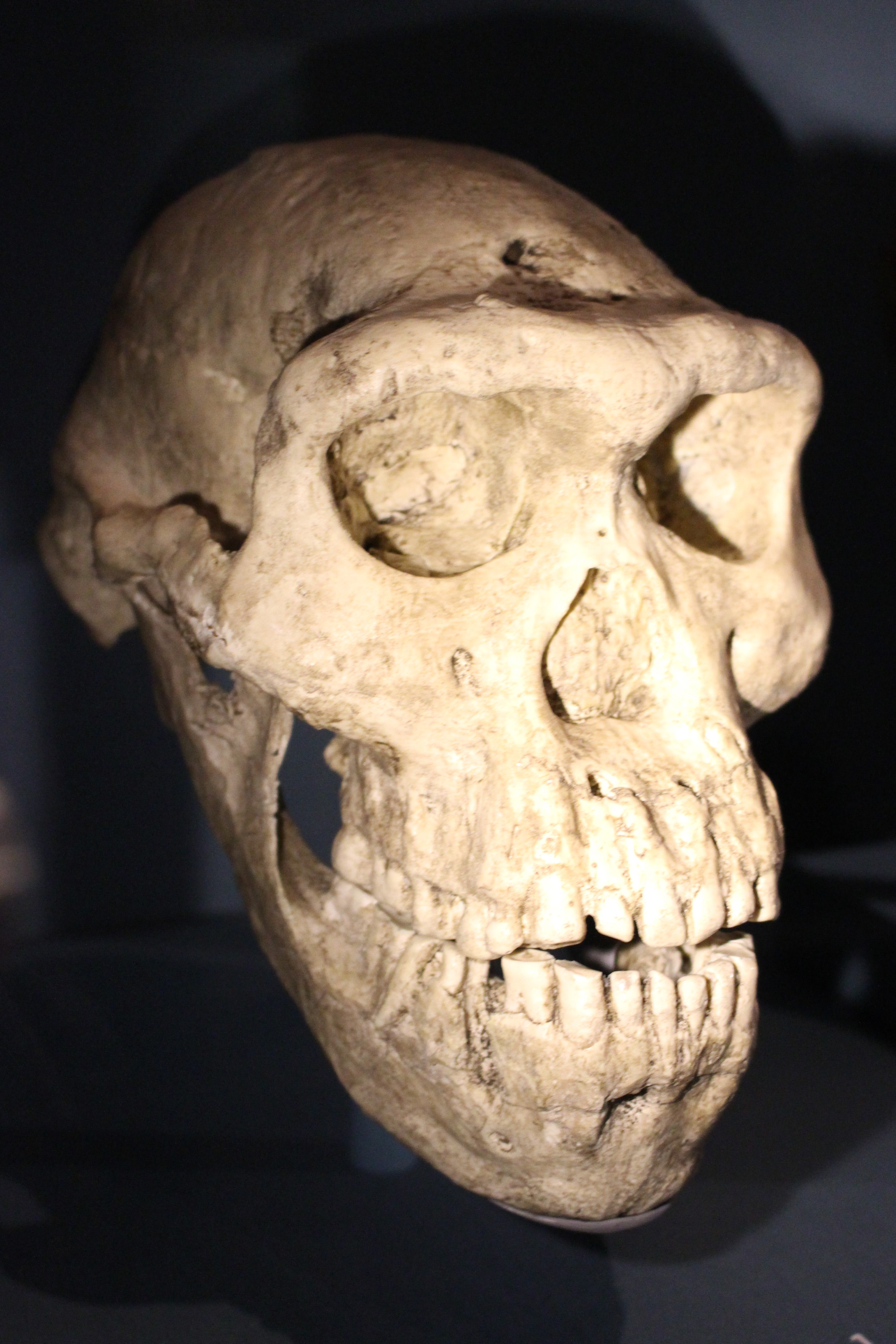
Homo erectus
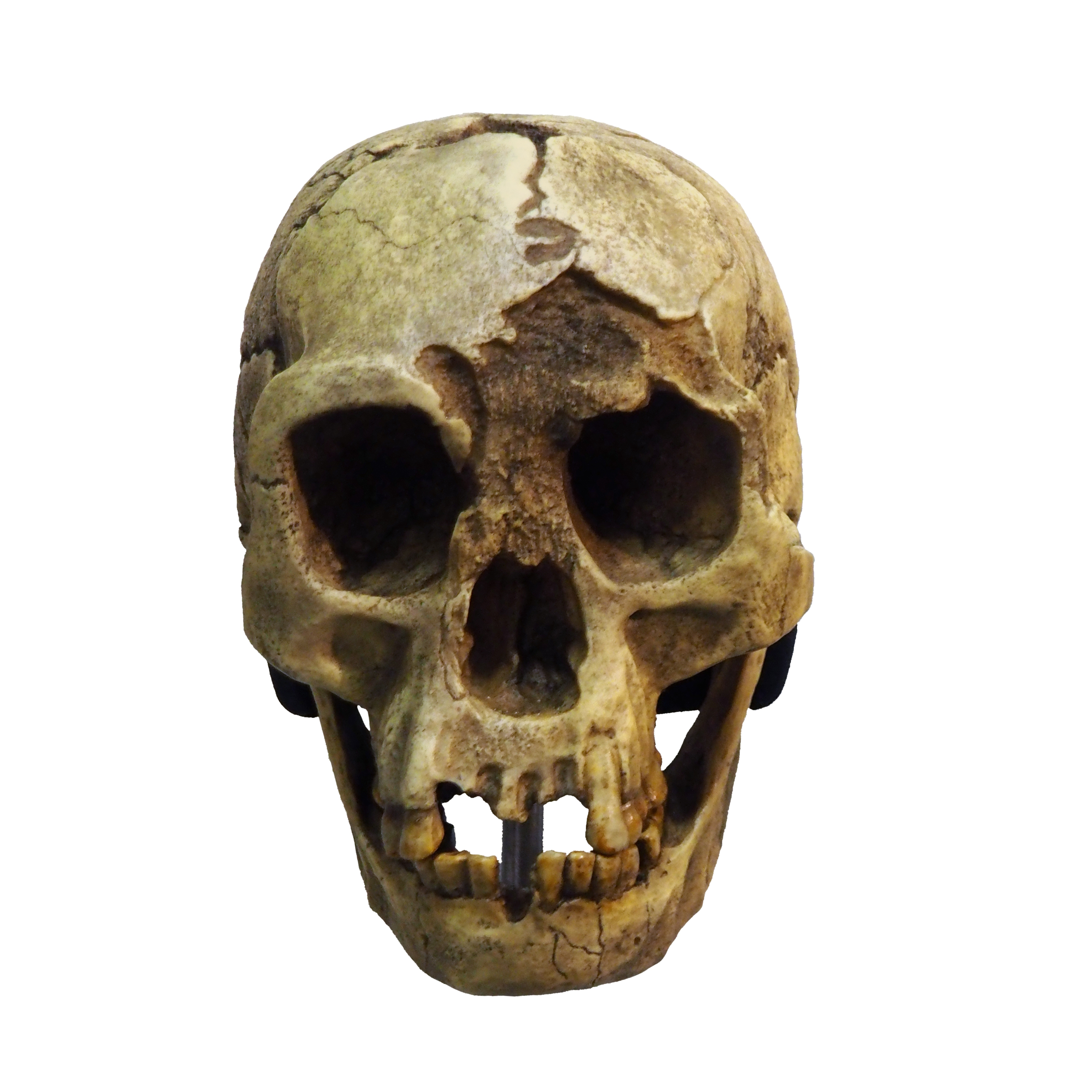
Homo floresiensis
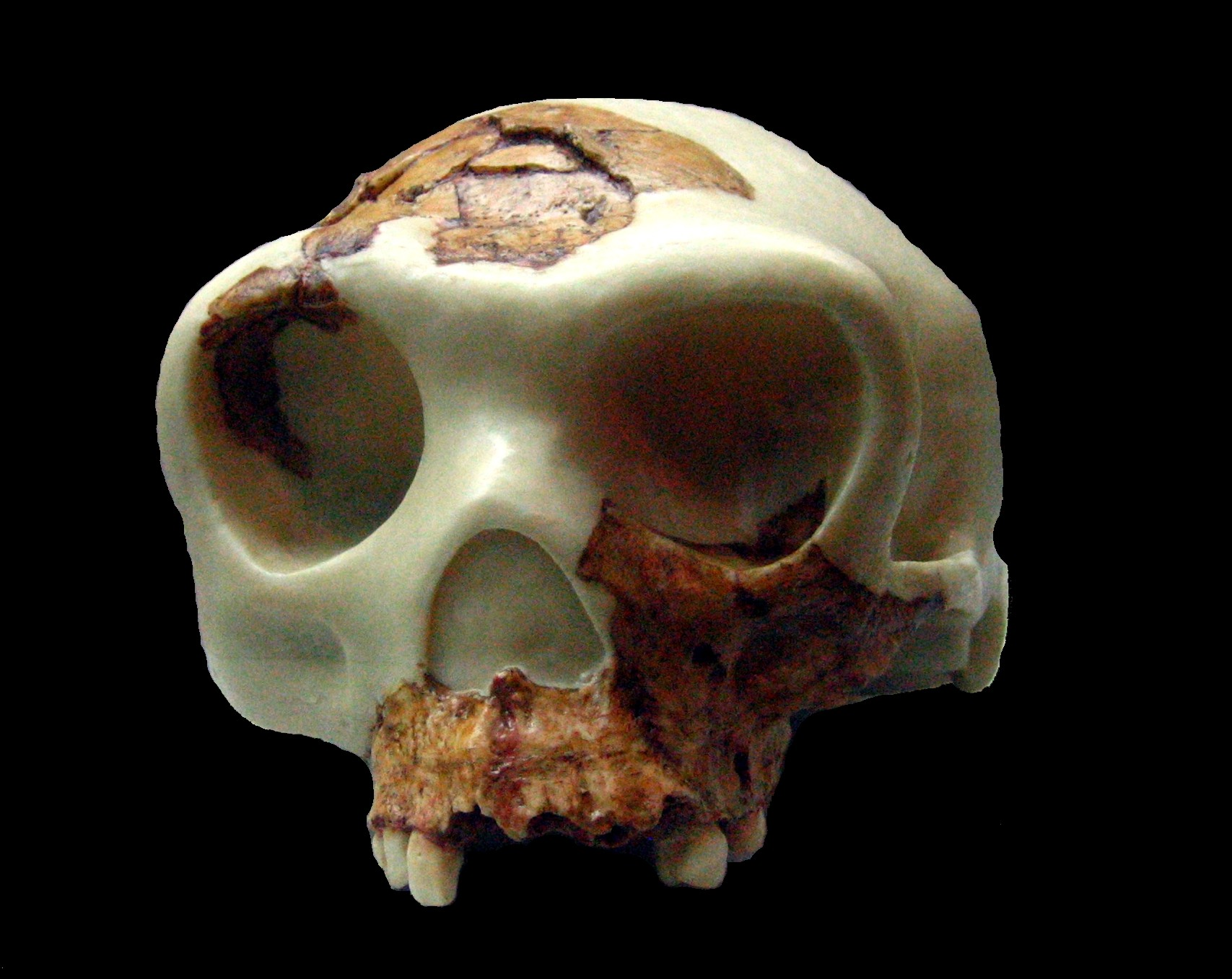
Homo heidelbergensis
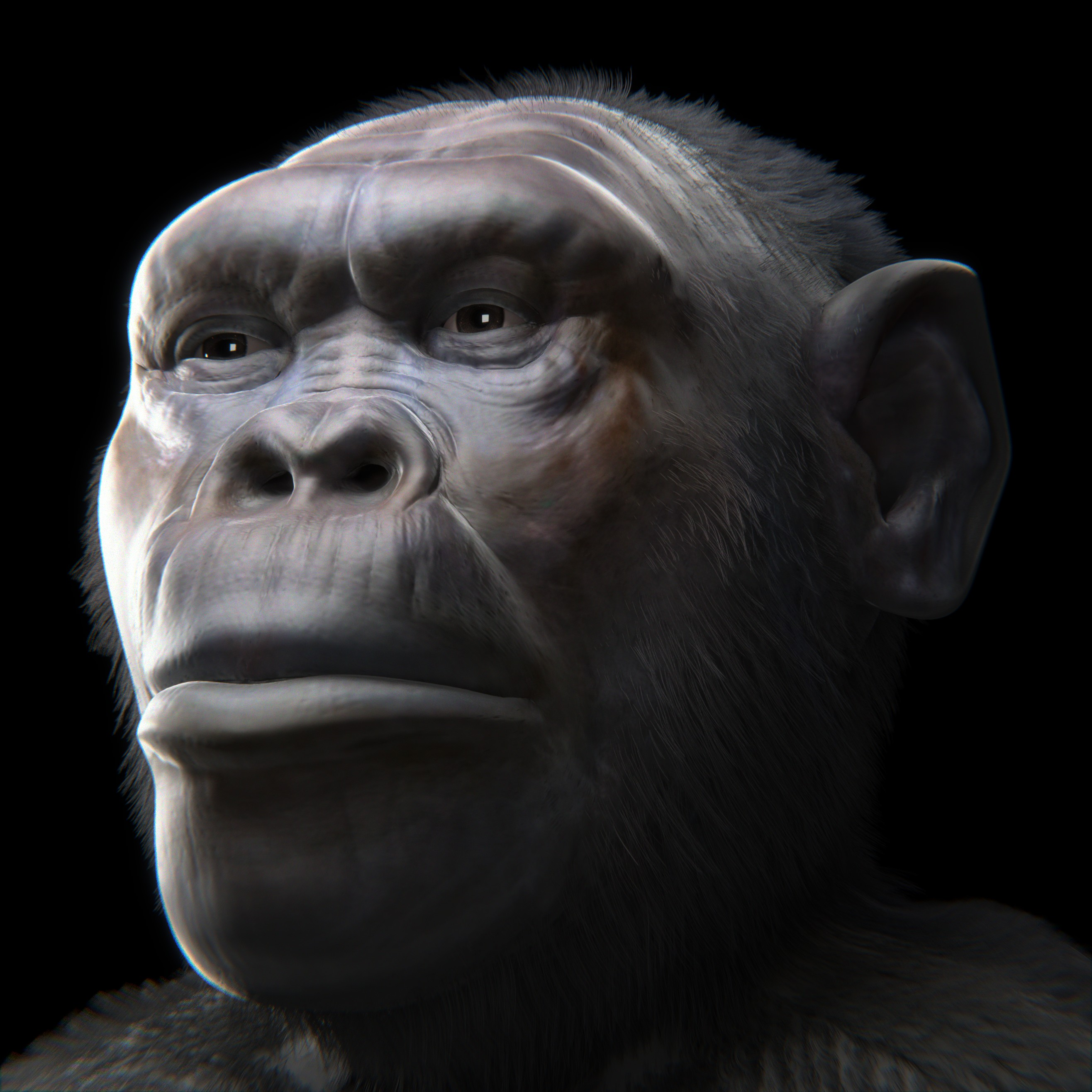
Homo Sapiens/ Omul de Cro-Magnon
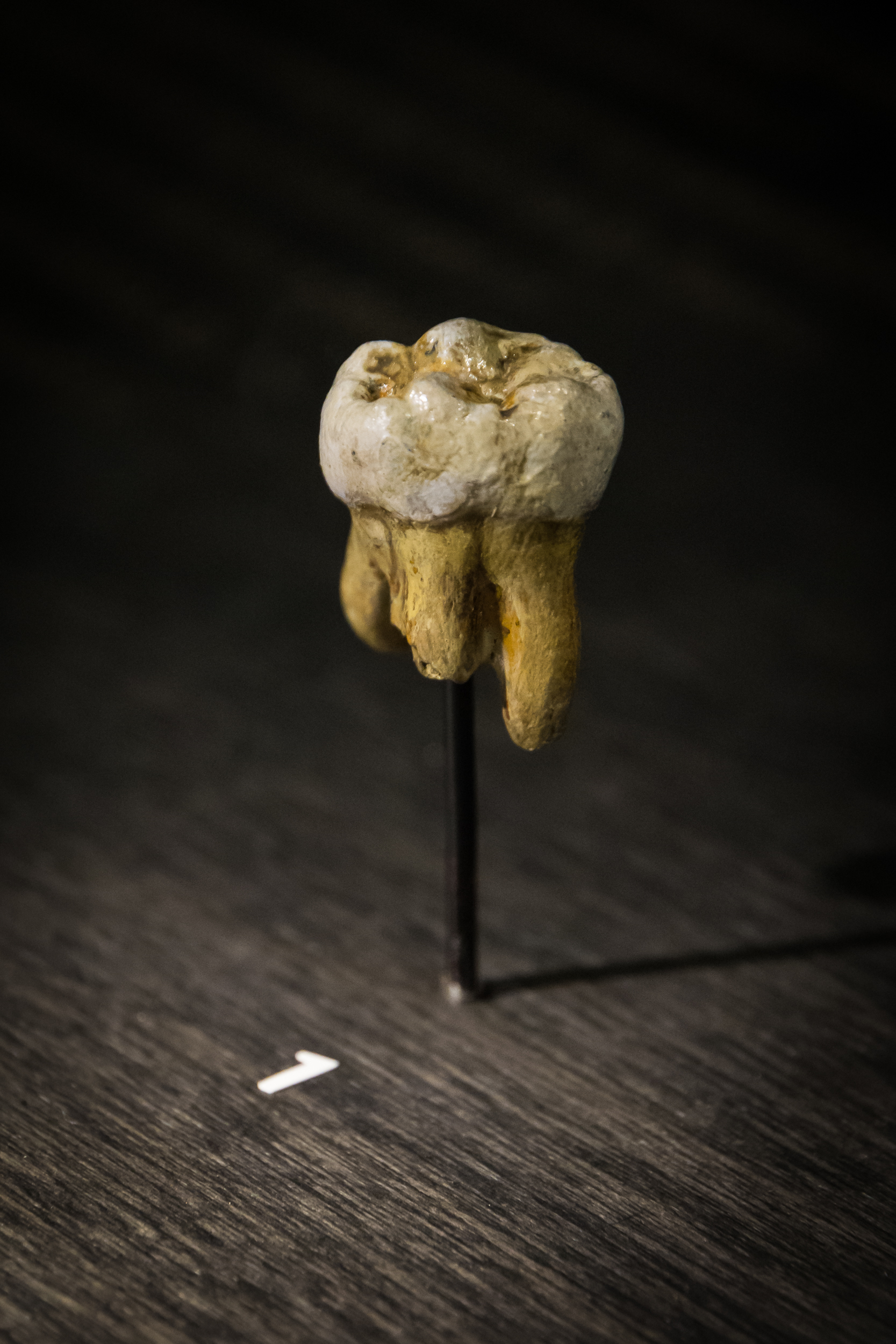
Homo Denisovan (dinte)
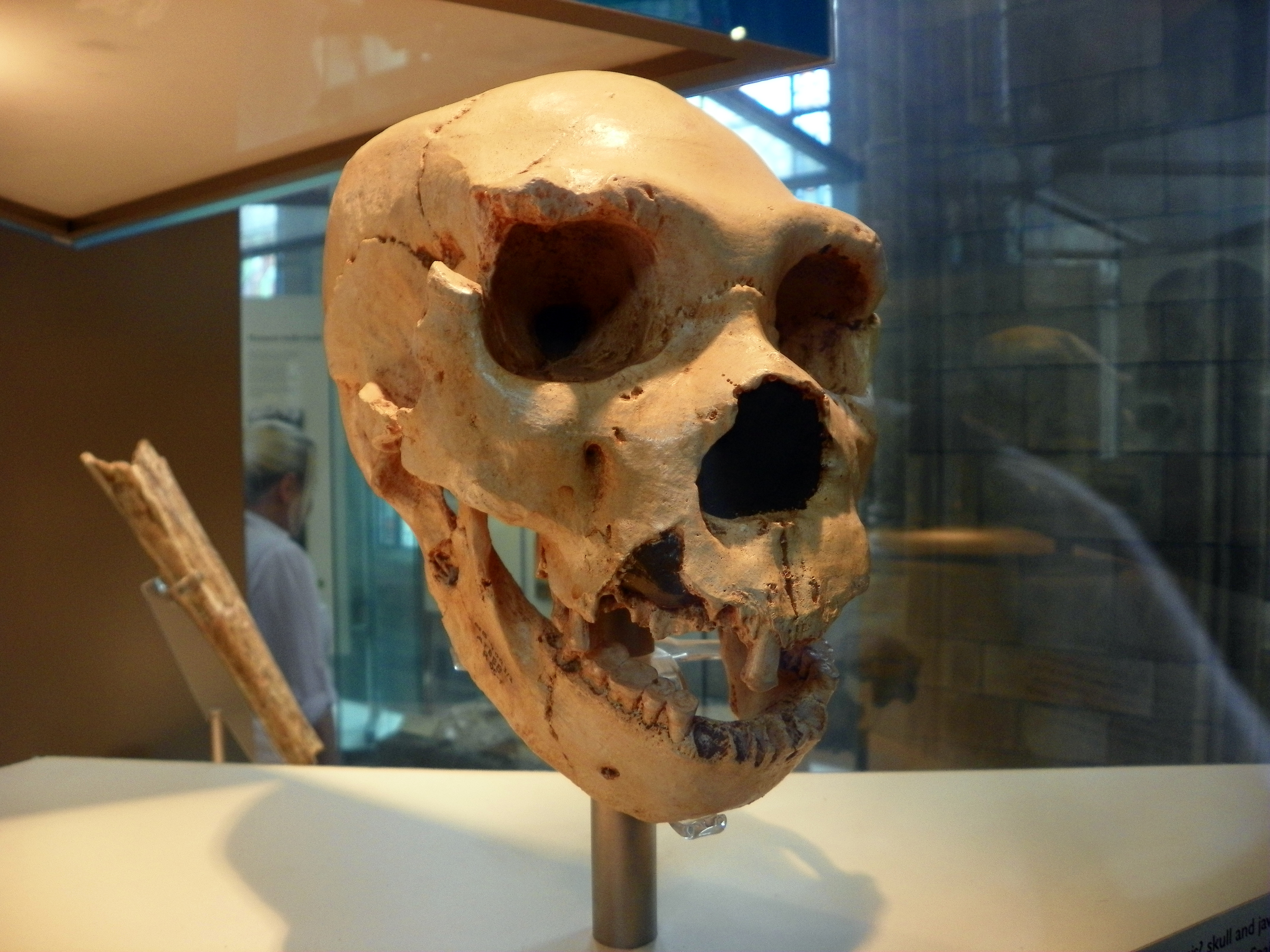
Homo heidelbergensis
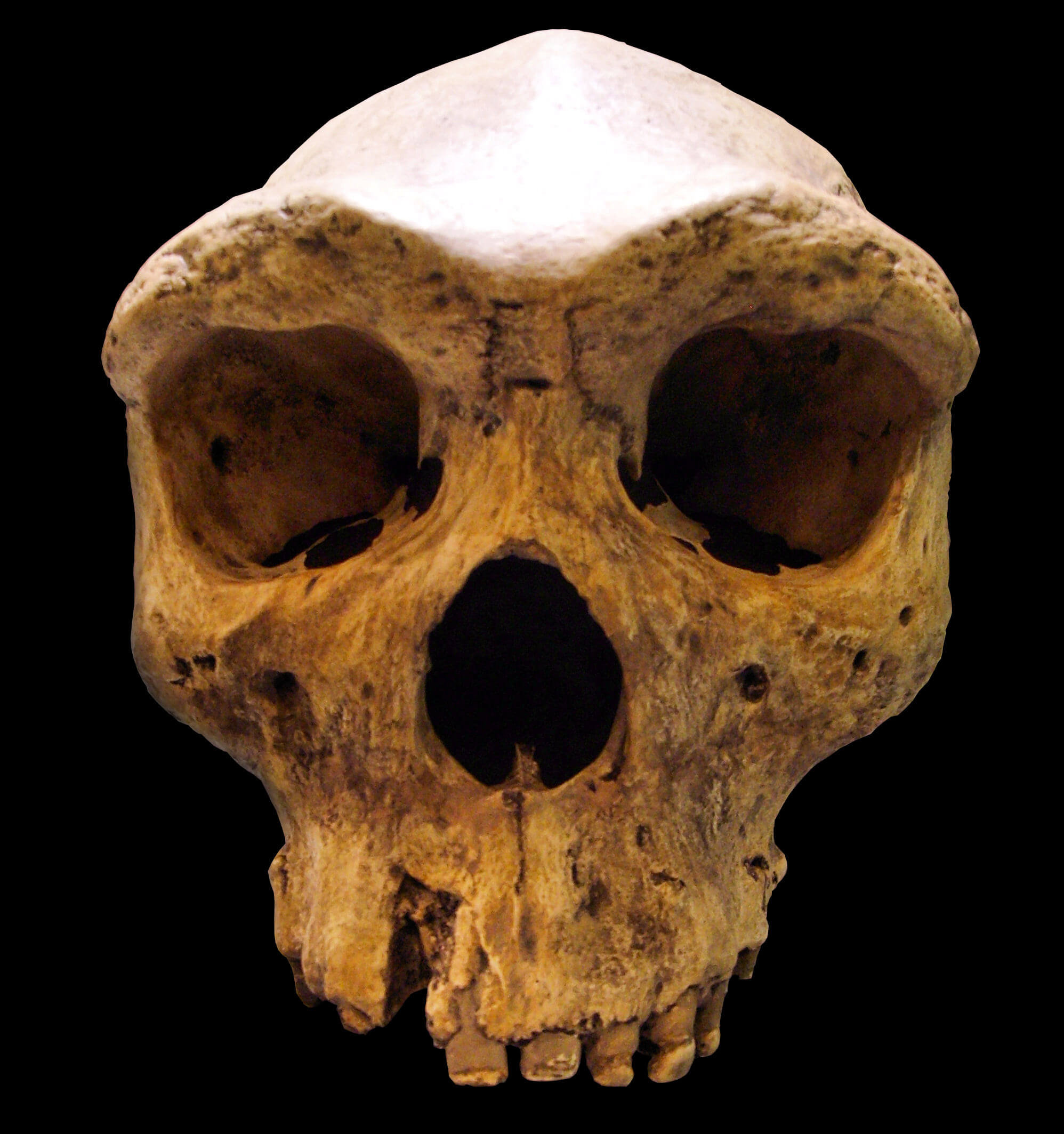
Homo rhodesiensis
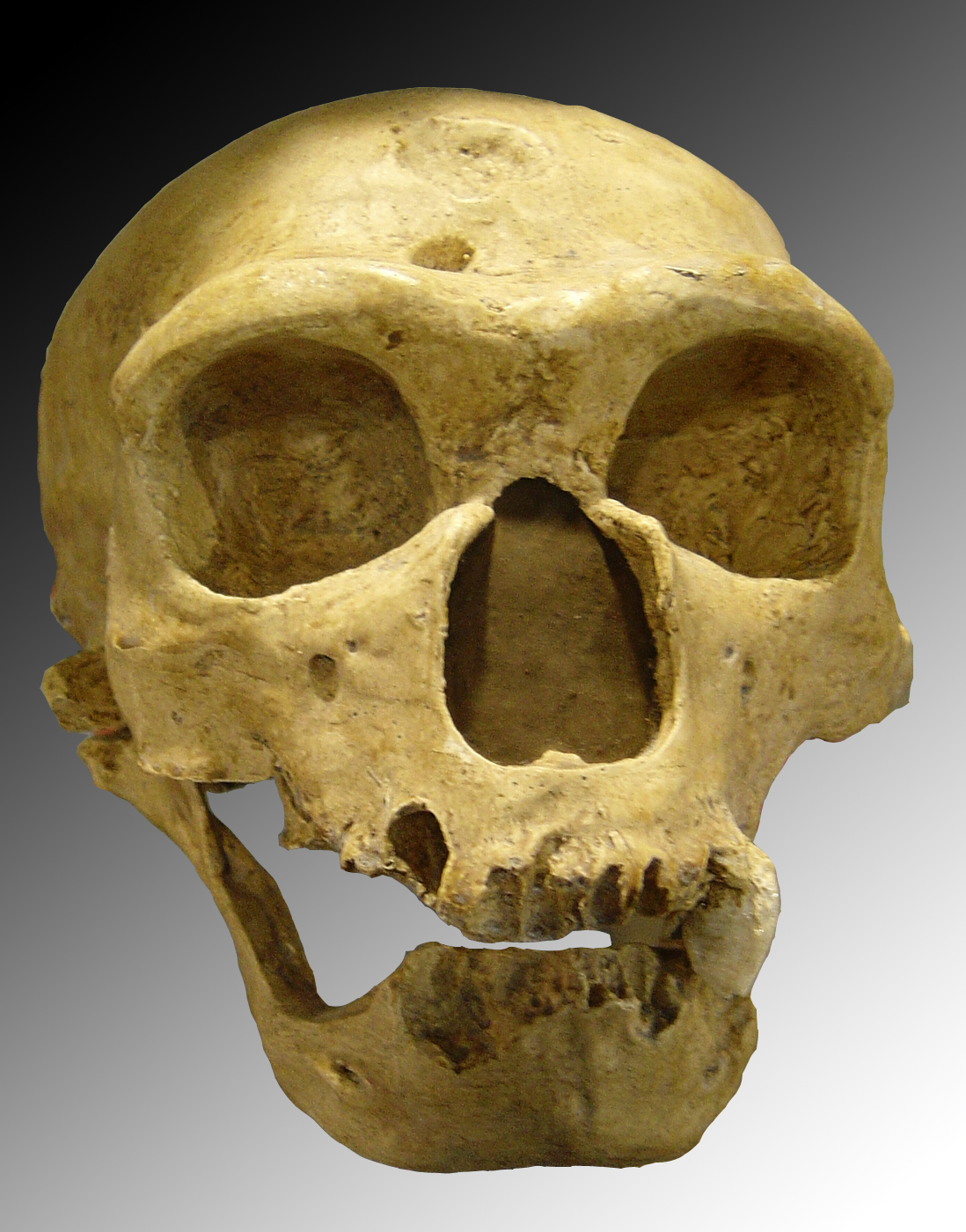
Homo neanderthalensis
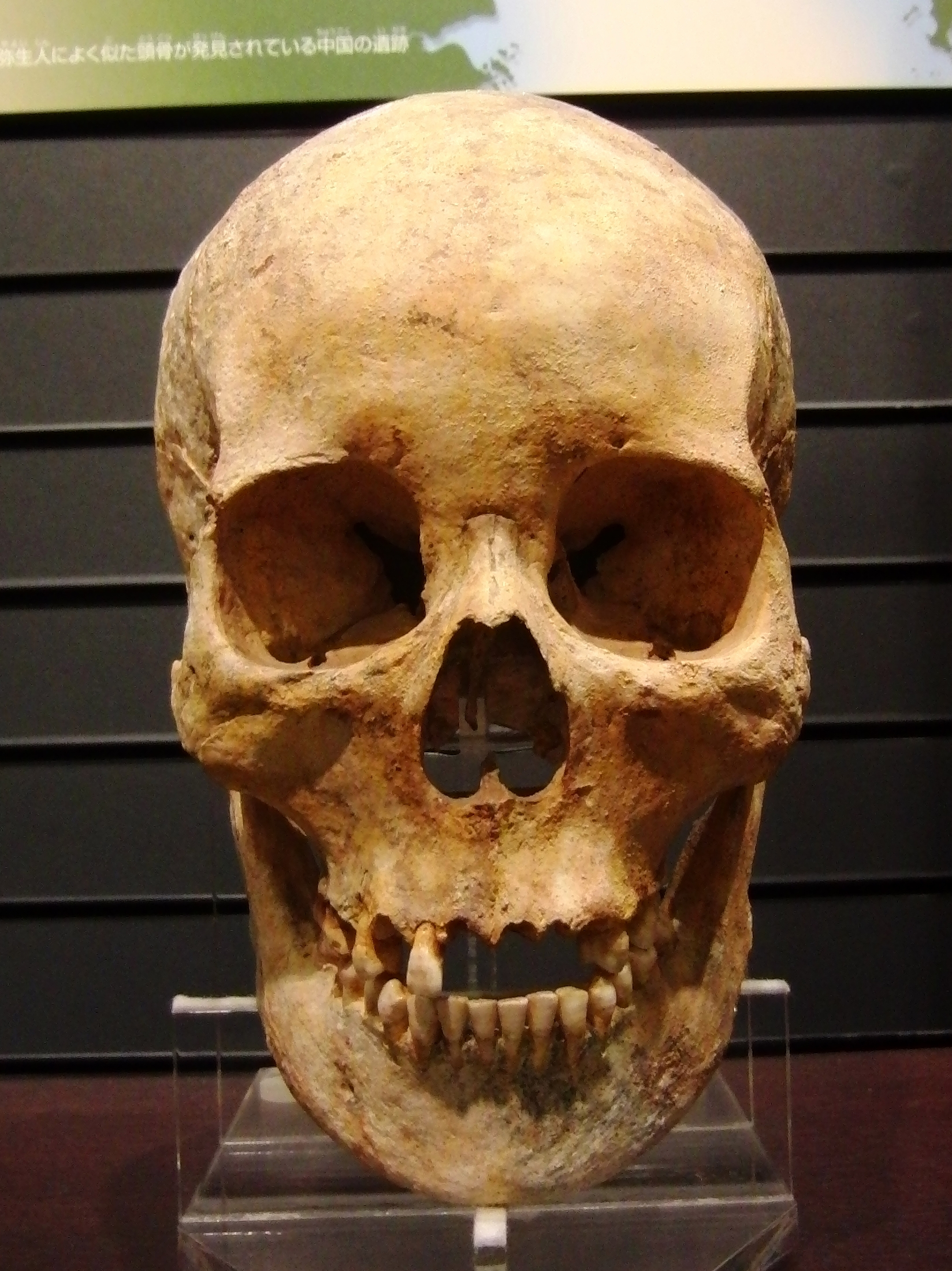
Homo sapiens

S-a crezut mult timp că fabricarea uneltelor este unică pentru genul Homo, dar australopitecii, care au precedat oamenii și din care au descins, ar fi produs la rândul lor unelte de piatră. În 2012, descoperirea unui sit al industriei litice în Lomekwi, Kenya, a fost datat cu 3,3 milioane de ani, demostrând existența uneltelor din piatră cu 500.000 de ani înainte de apariția genului Homo. 
Genul Homo, care a apărut în Africa, s-a răspândit timpuriu în Eurasia. Homo georgicus, datat cu 1,77 milioane de ani și descoperit în Georgia, este cea mai veche fosilă reprezentativă   a genului Homo găsită în afara Africii. Cu toate acestea, în China s-ar fi descoperit dinți umani și numeroase resturi de unelte din piatră (Renzindong, Longgudong, Shangchen) datate cu aproximativ 2 milioane de ani.
În a doua jumătate a Pleistocenului Mijlociu, specii umane distincte au populat diferitele subcontinente ale Lumii Vechi: Homo sapiens în Africa, Omul de Neanderthal în Europa și Orientul Mijlociu, Omul Denisova în Asia de Est și Homo erectus în Asia de Sud-Est. America și Australia erau încă nepopulate.
Cu aproximativ 45.000 de ani în urmă, în timpul ultimei epoci glaciare, Homo sapiens (cunoscut în Europa ca „Omul Cro-Magnon”) a ajuns în Europa. Acesta a introdus în Europa o industrie litică mai avansată decât musteriana - aurignacianul. 
Homo sapiens s-a răspândit în întreaga Lume Veche unde a înlocuit speciile umane anterioare ce au devenit extincte. A populat mai întâi Australia și apoi America, acum aproximativ 50.000 -11.000 ani.

### Răspândirea omului modern pe Terra

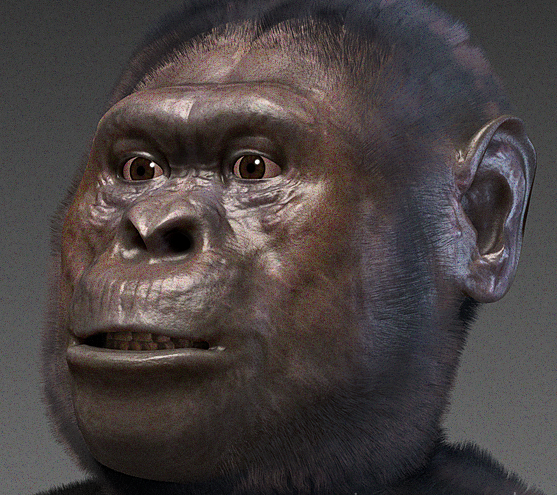
Australopithecus afarensis
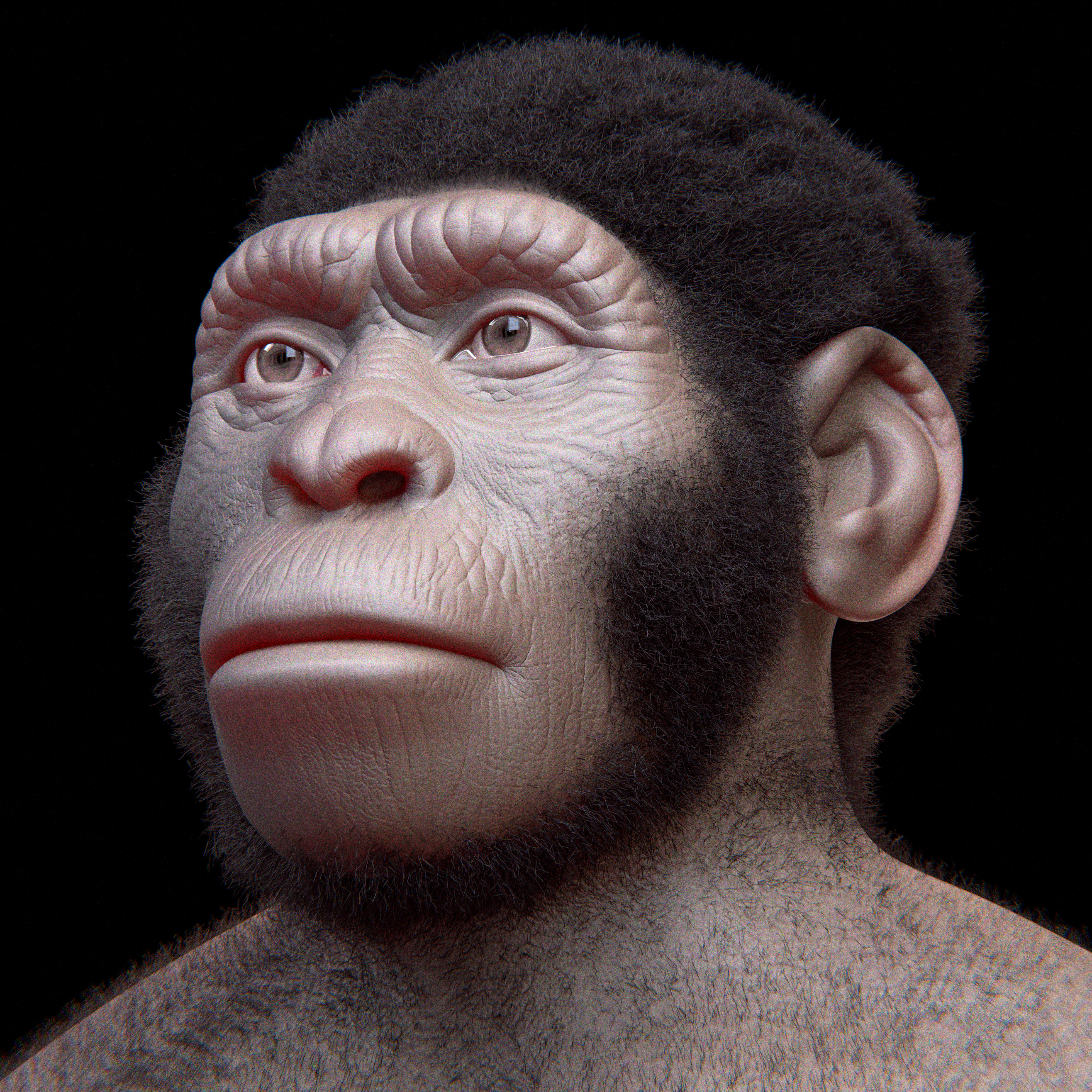
Homo naledi
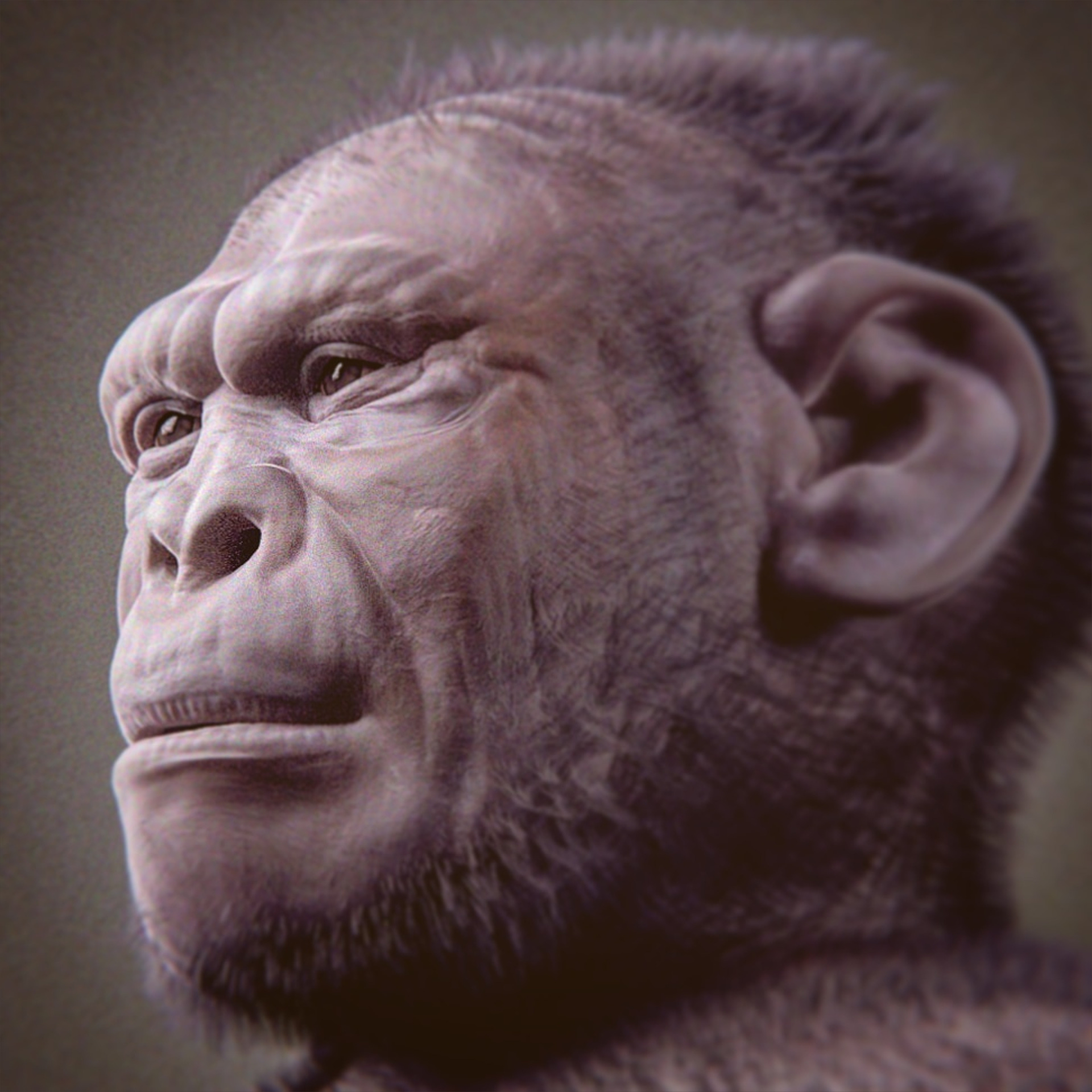
Homo habilis
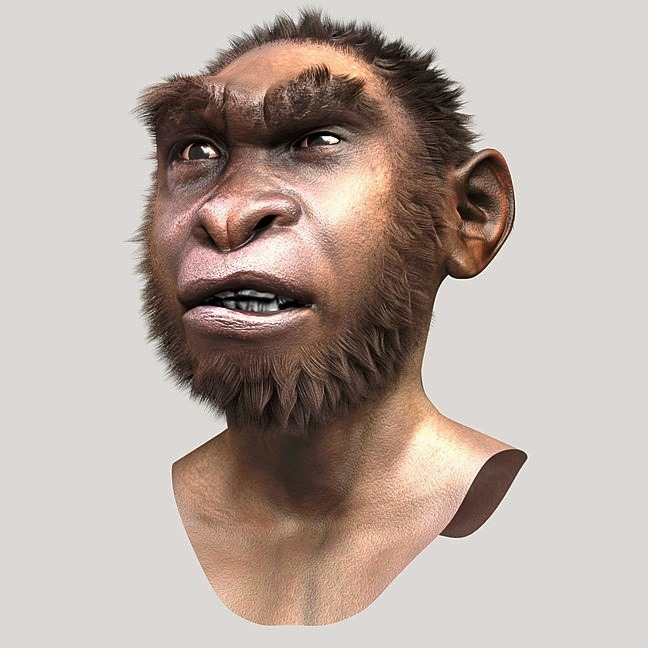
Homo ergaster
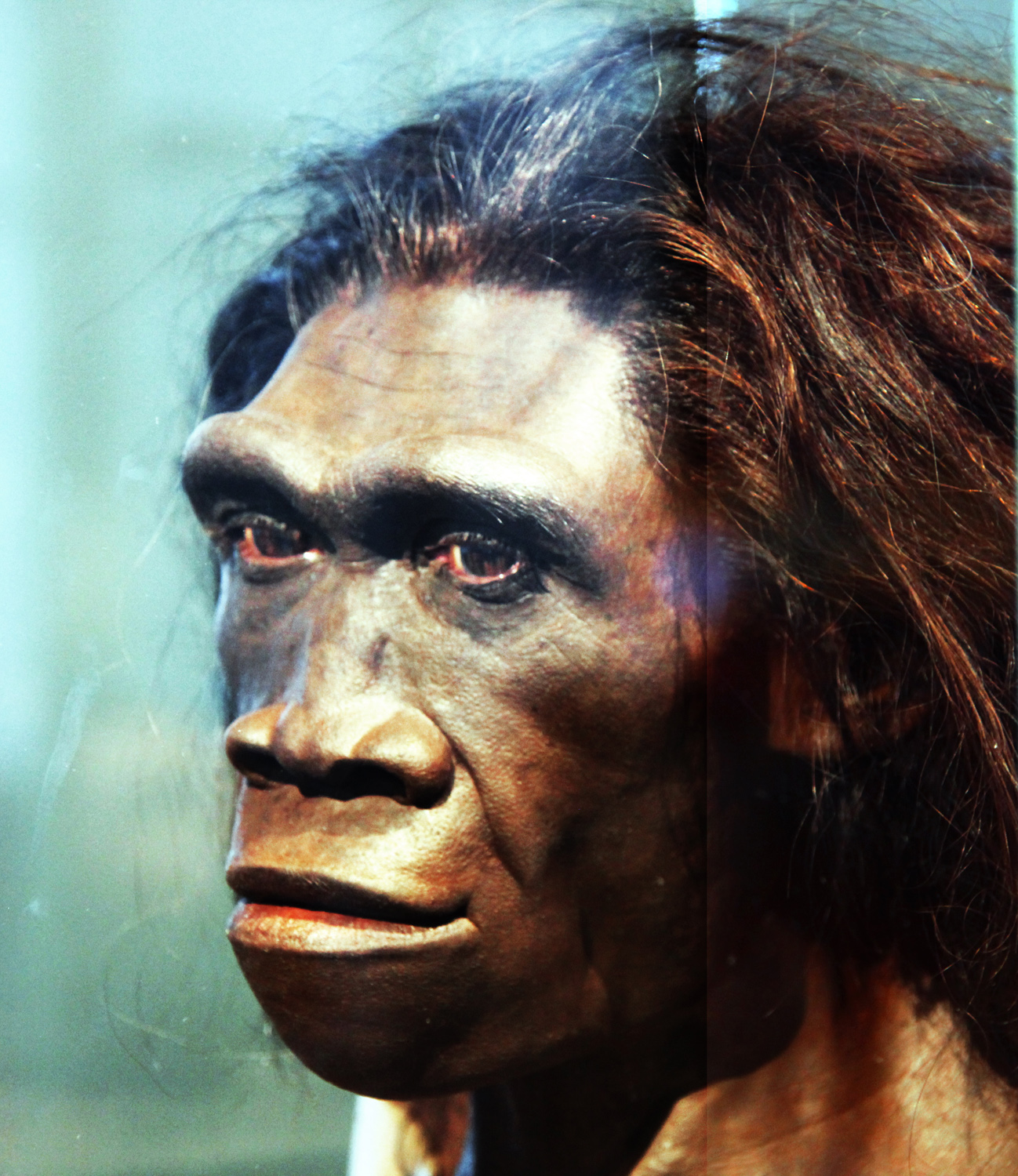
Homo erectus
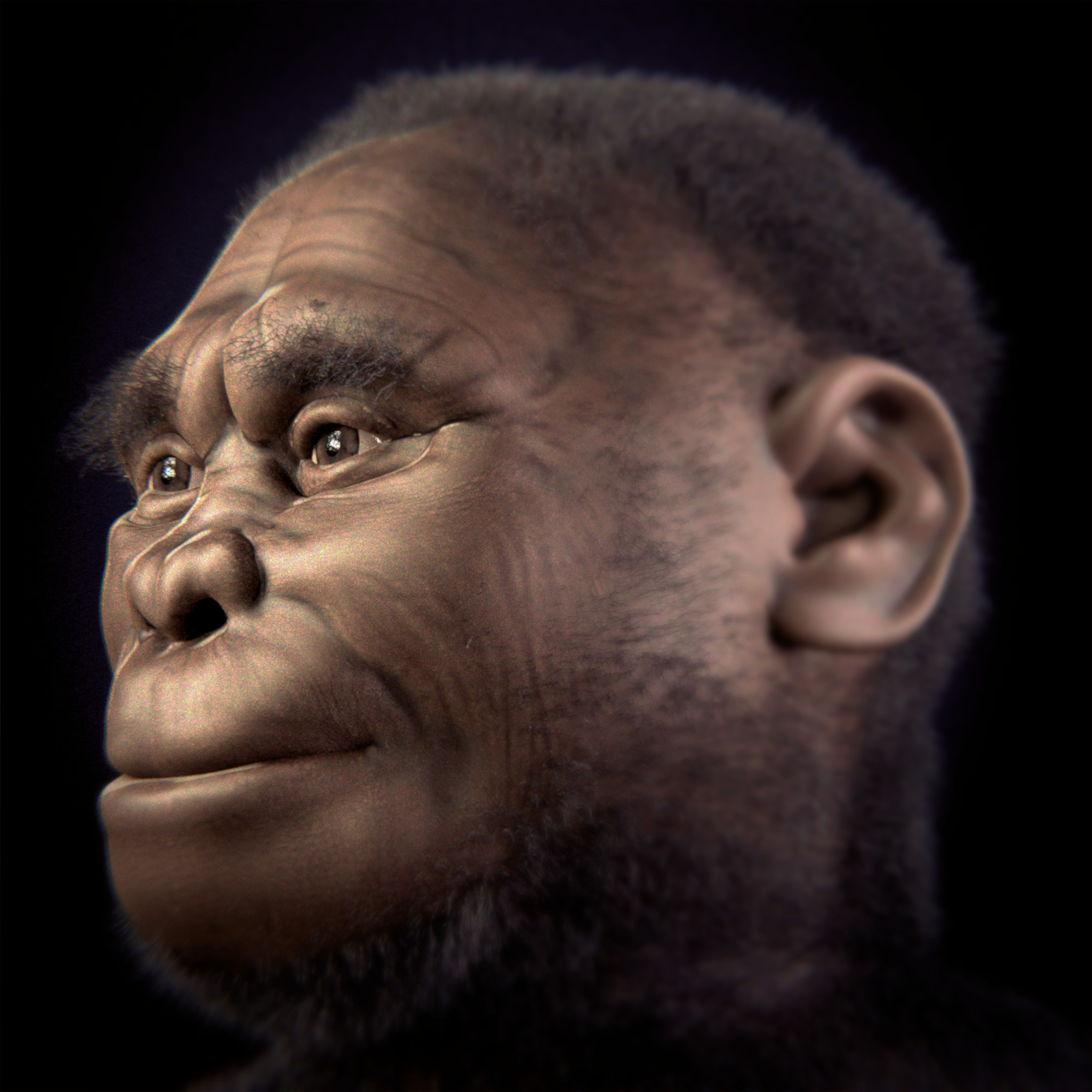
Homo florensiensis
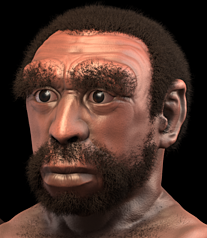
Homo antecessor
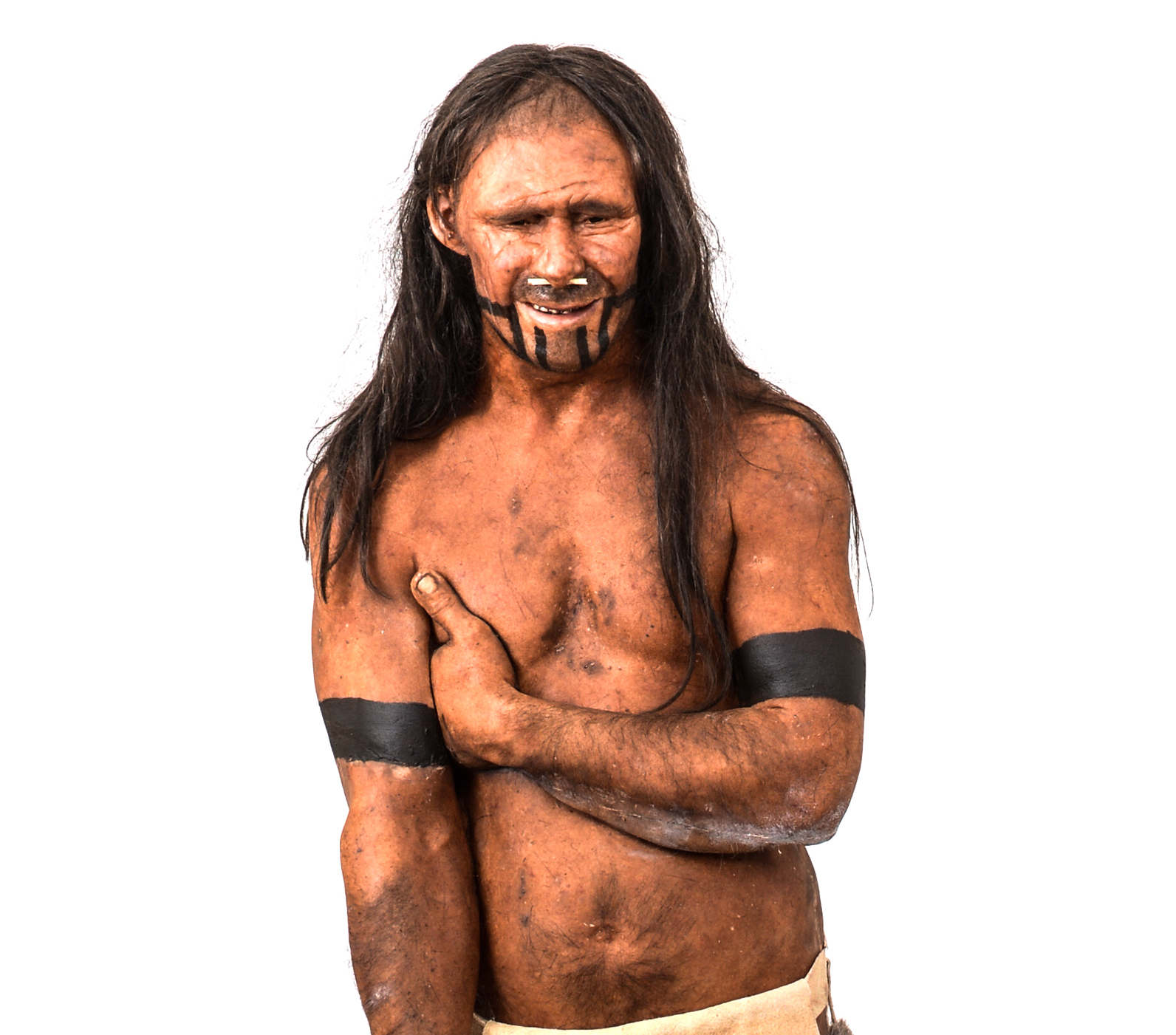
Homo Sapiens/ Omul de Cro-Magnon

- Homo georgicus
- Homo Denisovan (dinte)
- Homo heidelbergensis
- Homo rhodesiensis
- Homo  neanderthalensis
- Homo sapiens

La începutul Paleoliticului, hominizii s-au format în estul Africii, la est de Valea Marelui Rift.
Multe dintre cele mai vechi fosile ale unor hominide provin din Kenya, Tanzania și Etiopia de azi. 
Acum 2 milioane de ani, un grup de hominizi a părăsit Africa și s-a amplasat în sudul Europei și în Asia.  
Sudul Caucazului a fost populat de hominizi acum 1,7 milioane de ani, iar acum 1,6 milioane de ani, nordul Chinei a fost populată de aceștia. 
La sfârșitul Paleoliticului Inferior, hominizii s-au răspândit în Indonezia, Europa, Mediterana, în Anglia, Franța, Germania și Bulgaria de azi.  
Cu cât se răspândeau mai mult în nord, uitau îndeletnicirea aprinderii focului după cum demonstrează rămășițele găsite de arheologi în peșterile din Europa de acum 400.000 de ani.  
În perioada aceasta, Homo Erectus populase Asia, iar America și Australia erau nelocuite de hominizi. 
Hominizii din specia Homo heidelbergensis care au părăsit Africa și au venit în Europa, au evoluat în Homo neanderthalensis, aceștia populând Polonia de azi în Paleoliticul Mijlociu. 
Și Homo erectus și Homo neanderthalensis au dispărut la finalul Paleoliticului.    
Descendenți din Homo sapiens, oamenii moderni anatomici, cunoscuți ca Homo sapiens sapiens, au apărut în Africa de Est acum 200.000 de ani. Au păsărit Africa acum 50.000 ani și s-au răspândit pe toată planeta cu repeziciune.  
Ultimii neanderthalieni au supraviețuit în părți din Eurasia, dar în cele din urmă au dispărut definitiv acum 30.000 ani. Studiile genetice sugerează că neanderthalienii și oamenii moderni s-ar fi cuplat.
Fosile de hominizi care nu aparțineau nici neanderthalienilor, nici oamenilor moderni, au fost găsite în Munții Altai și în Indonezia, datând de 40.000-30.000 de ani.   
Populația Europei acum 16.000 ani era de 30.000 de indivizi, iar acum 40.000 ani era de 4.000 de indivizi.  
Rămășițe de animale ucise și unelte paleolitice au fost găsite în Lapa do Picareiro, o peșteră din Portugalia,  unde relicvele găsite de arheologi datează de 40.000 ani .

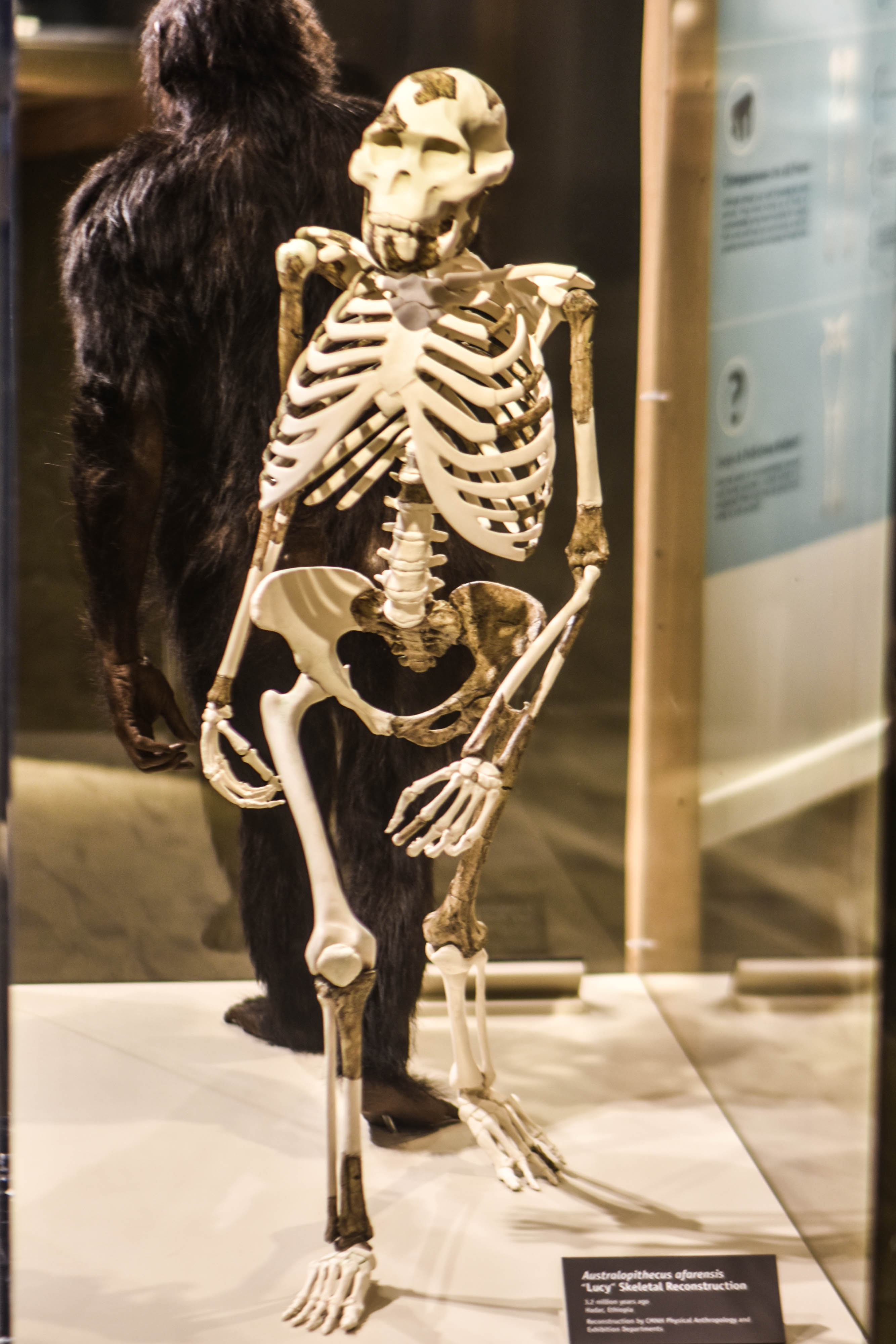
Scheletul unui Australopithecus afarensis de sex feminin, numit Lucy
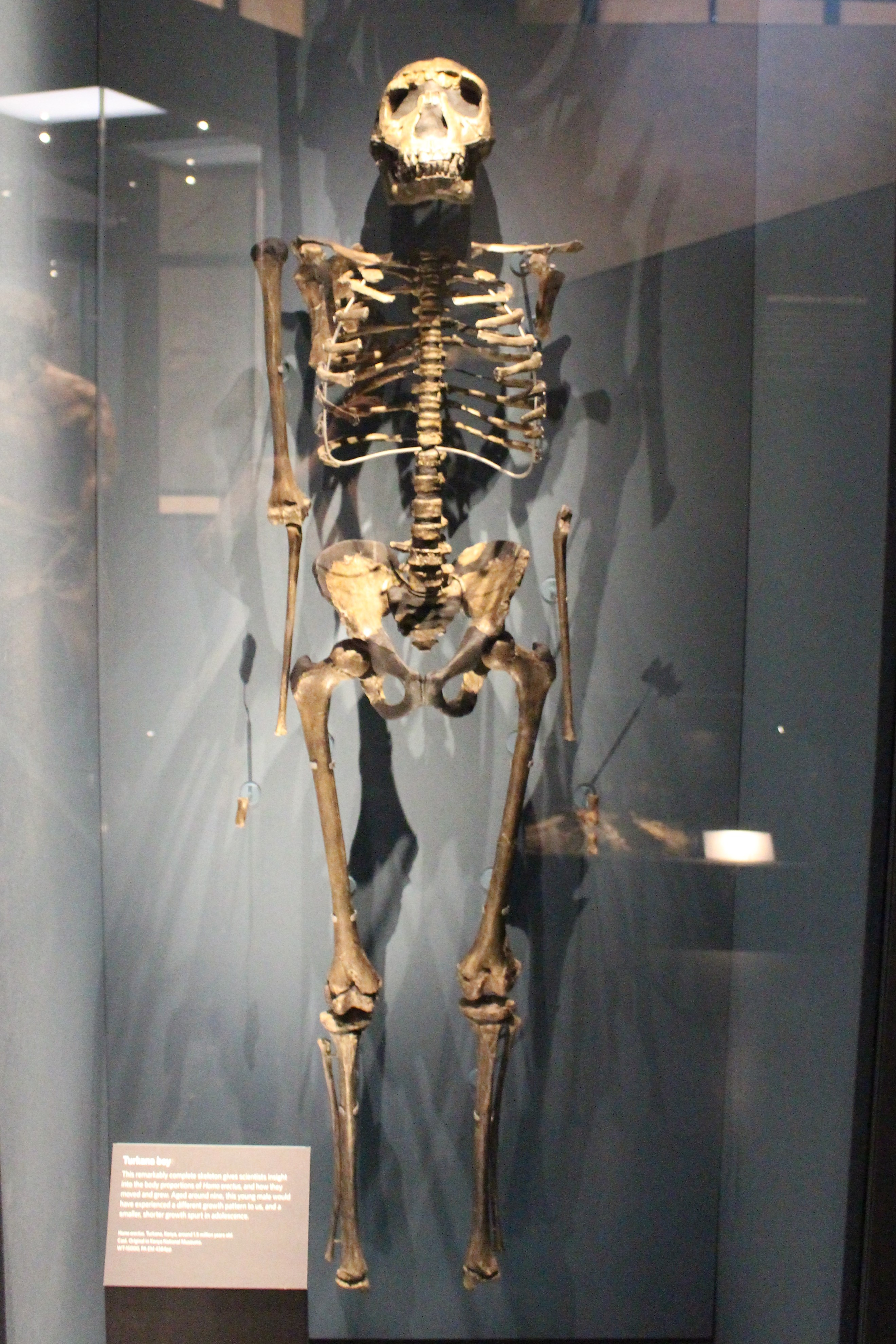
Scheletul unui Homo erectus numit Băiatul Turkana
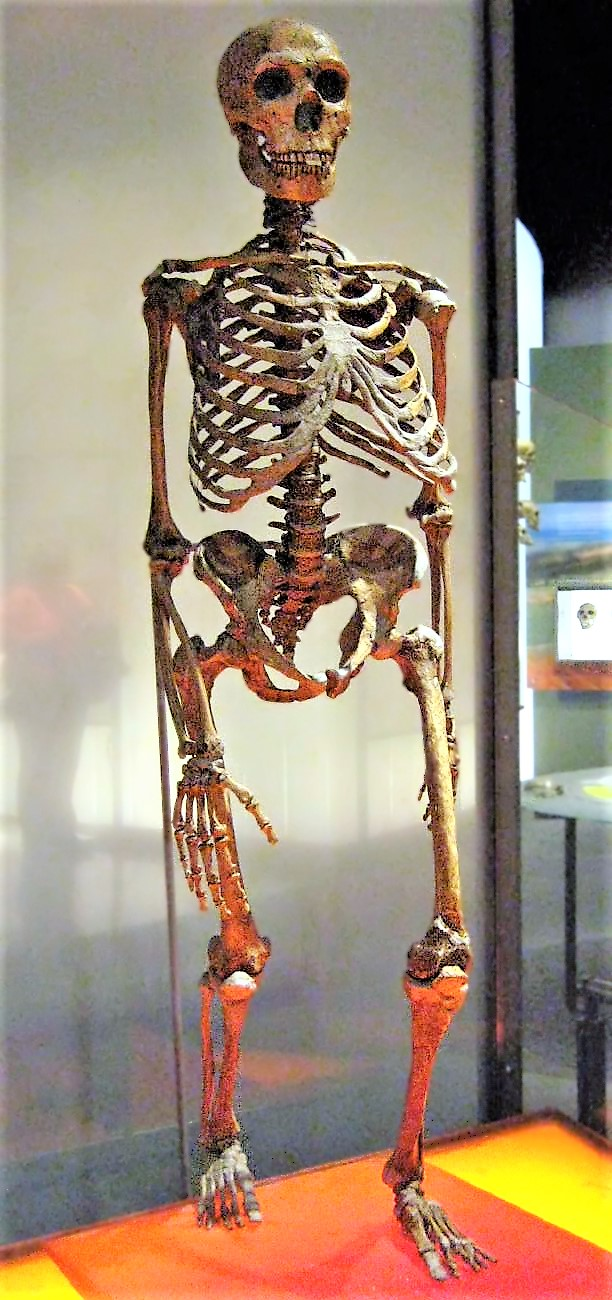
Scheletul unui Homo Neanderthalensis

## Paleografie și climat

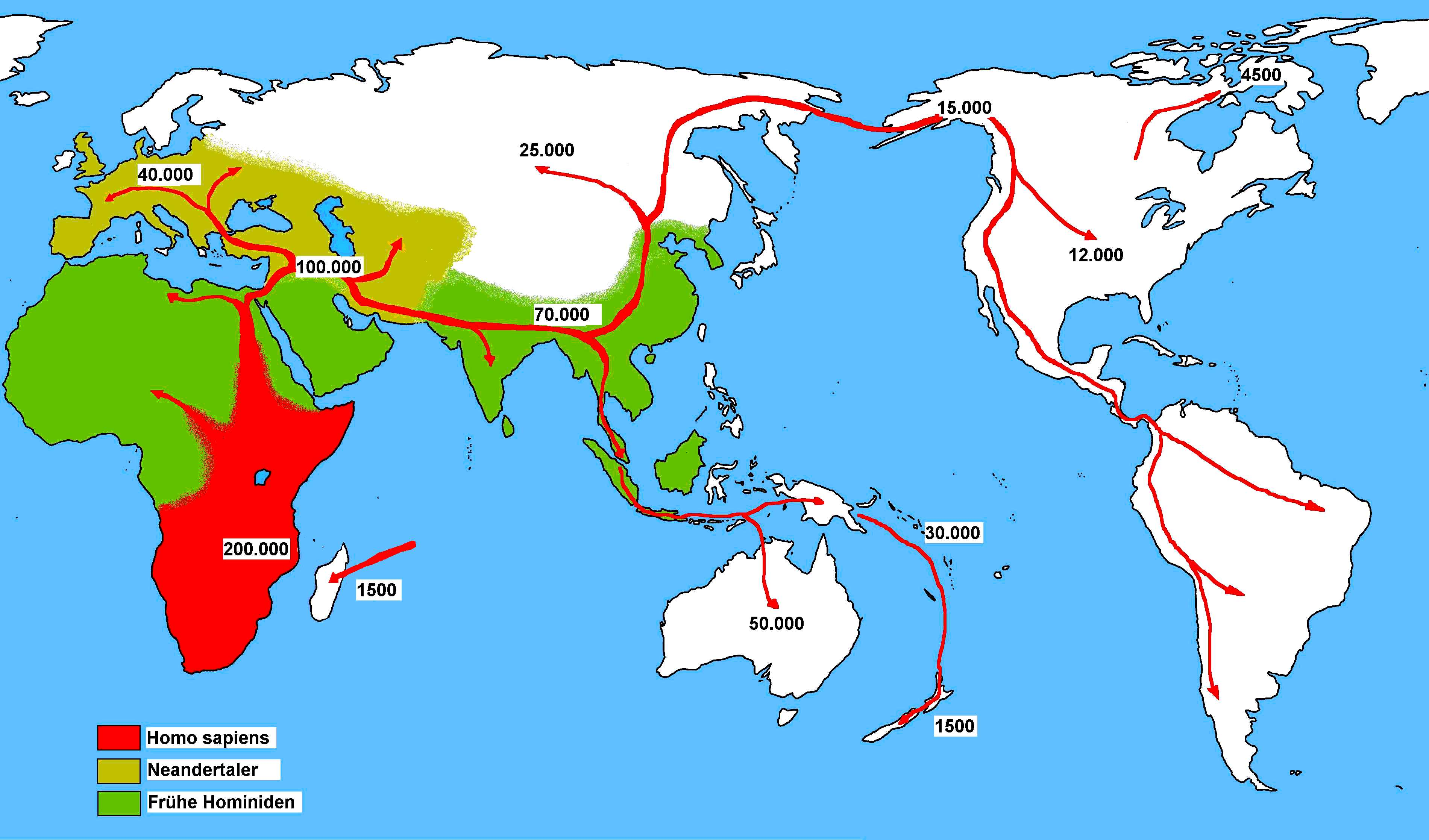
Răspândirea lui Homo sapiens pe Terra

Strâmtoarea Bering în timpul glaciațiunii

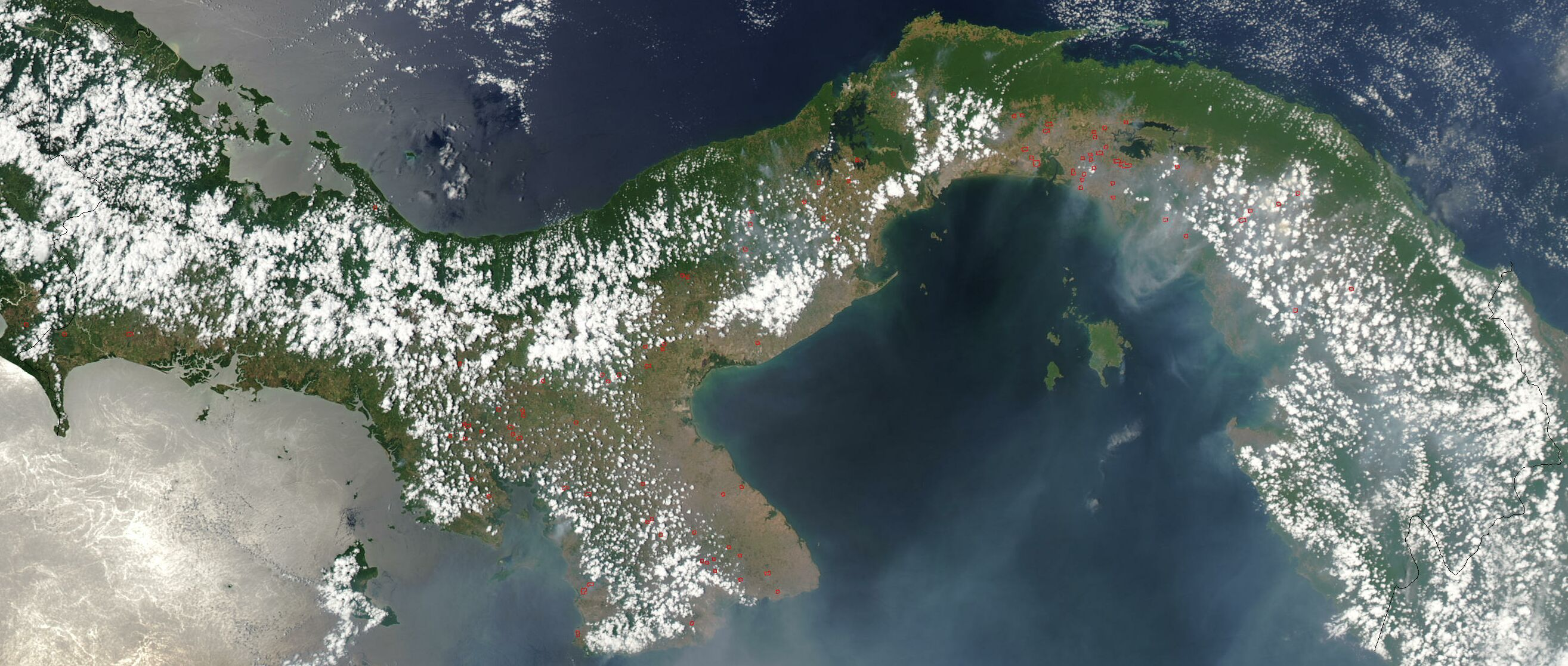
Istmul Panama

Paleoliticul a coincis cu Pleistocenul, care a început acum 2,6 milioane de ani și s-a încheiat acum 12.000 ani. A fost epoca cu cele mai multe schimbări geografice și climatice din istoria speciei Homo sapiens. 
Pe durata Pliocenului, continentele au continuat să se deplaseze datorită plăcilor tectonice pe distanțe de 70-250 km, continentele căpătând forma actuală. 
America de Sud s-a legat de America de Nord prin  Istmul Panama, punând capăt  complet faunei de marsupiale din America de Sud. Formarea istmului a avut consecințe majore asupra temperaturilor globale deoarece curenții calzi,oceaniei ecuatorali au fost întrerupți, iar cele reci, arctice, au scăzut temperaturile în Oceanul Atlantic. 
Cea mai mare parte a Americii Centrale s-a format în timpul Pliocenului de pe urma formării Istmului Panama. 
S-a produs coliziunea dintre Africa și Asia ce a creat Marea Mediterană, astfel, existența Oceanului Tethys a luat sfârșit.   
Tipurile de climă erau uscate și reci, sau sezoniere, similare tipurilor de climă moderne. 

### Glaciațiunea cuaternară

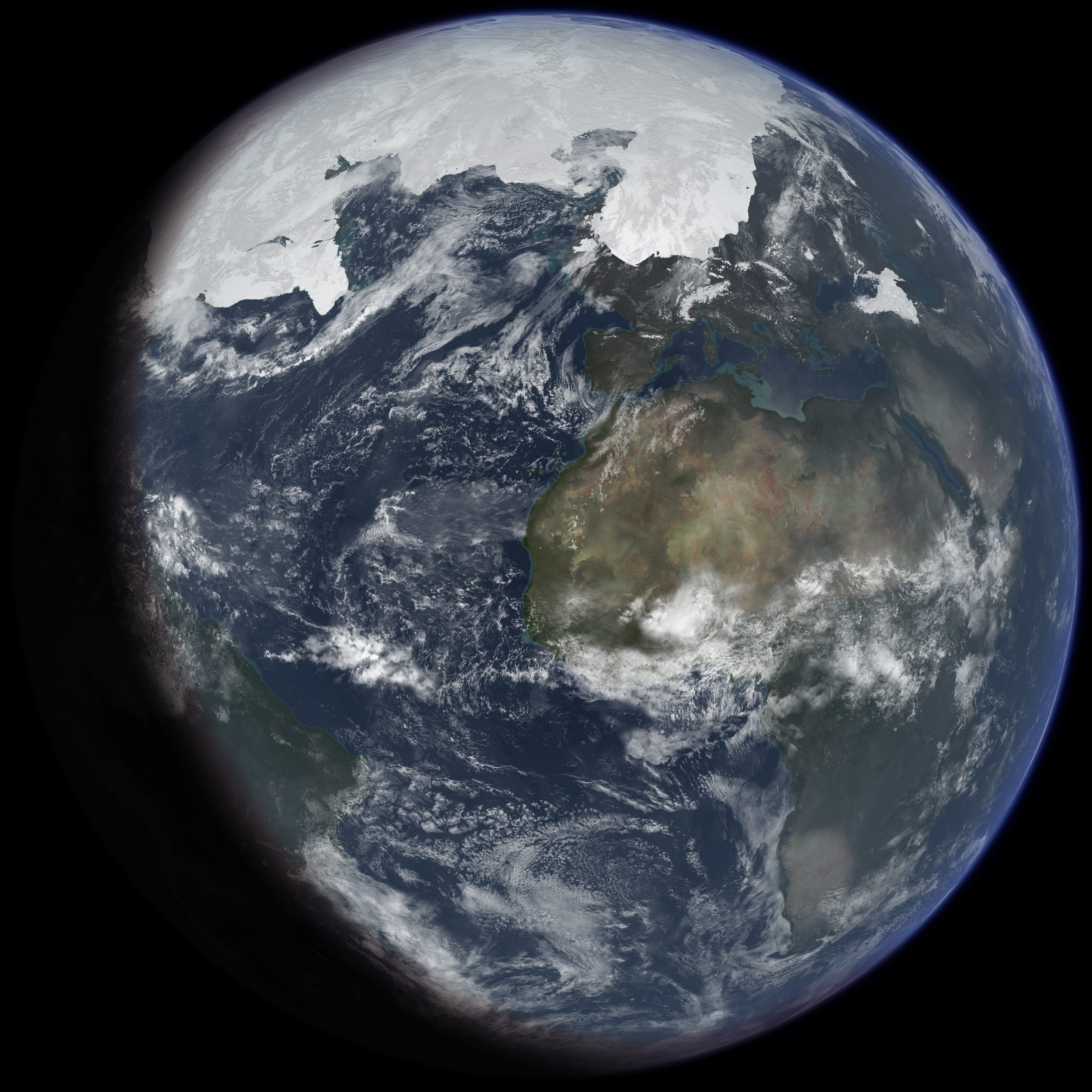
Terra în timpul erei glaciare

Glaciațiunea cuaternară, cunoscută și sub numele de glaciațunea Pleistocen, este o serie alternantă de perioade glaciare și interglaciare din timpul perioadei cuaternare care a început cu 2,58 Ma (cu milioane de ani în urmă) și este în desfășurare.[1][2][3] Deși geologii descriu întreaga perioadă de timp până în prezent ca o „epocă de gheață”, în cultura populară termenul „epocă de gheață” este de obicei asociat doar cu cea mai recentă perioadă glaciară din Pleistocen sau epoca pleistocenă în general.[4] Întrucât planeta Pământ are încă învelișuri de gheață, geologii consideră că glaciația cuaternară este în desfășurare, Pământul trăind acum o perioadă interglaciară.
În timpul glaciației cuaternare au apărut calotele de gheață. În perioadele glaciare s-au extins, iar în perioadele interglaciare s-au contractat. De la sfârșitul ultimei perioade glaciare, singurele calote de gheață care au supraviețuit sunt calotele de gheață din Antarctica și Groenlanda. Alte calote de gheață, cum ar fi Calota de gheață Laurentide, formată în perioadele glaciare, s-au topit complet și au dispărut în timpul interglaciarilor. Efectele majore ale glaciației cuaternare au fost eroziunea pământului și depunerea de materiale, ambele pe mari părți ale continentelor; modificarea sistemelor fluviale; crearea a milioane de lacuri, inclusiv dezvoltarea lacurilor pluviale departe de marginile de gheață; modificări ale nivelului mării; reglarea izostatică a scoarței terestre; inundare; și vânturi anormale. Calotele de gheață în sine, prin ridicarea albedo-ului (măsura în care energia radiantă a Soarelui este reflectată de pe Pământ) au creat un feedback semnificativ pentru a răci și mai mult clima. Aceste efecte au modelat medii întregi pe uscat și în oceane, precum și în comunitățile biologice asociate acestora.
Înainte de glaciația cuaternară, gheața de pe uscat a apărut și apoi a dispărut în timpul a cel puțin alte patru ere glaciare.
Ghețarii s-au format în Antarctica de atunci. 
În Arctic s-au format ghețarii acum 3 milioane de ani, fiind semnalată de o schimbare bruscă a raporturilor de  oxigen și pietruișuri de gheață în albiile Atlanticului de Nord și Oceanului Pacific de Nord. 
Răcirea globală care a avut loc în timpul Pliocenului ar fi putut determina dispariția pădurilor și răspândirea  pajiștilor și savanelor în Africa
Clima din  leistocenul a fost caracterizată de cicluri glaciare repetate în timpul cărora  ghețarul continental  s-a împins la paralela 40. Au fost identificate patru evenimente glaciare majore, precum și multe evenimente glaciare minore .
Efectele glaciației au fost globale. Antarctica a fost sub gheață pe tot parcursul Pleistocenului și în Pliocenul precedent. Munții Anzi au fost acoperiți în sud de calota glaciară patagoniană. Au fost ghețari în Noua Zeelandă și Tasmania. Ghețarii, acum în descompunere, care se pot vedea pe  Muntele Kenya, Muntele Kilimanjaro și Munții Ruwenzori din estul și centrul Africii, erau mult mai mari. 
Ghețarii au existat în munții Etiopiei și la vest în Munții Atlas. În emisfera nordică, mulți ghețari au fuzionat într-unul singur. 
Calota de gheață Cordilleran acoperea nord-vestul Americii de Nord; Laurentide acoperea estul. Calota de gheață fenno-scandiană acoperea nordul Europei, inclusiv Marea Britanie; calota de gheață alpină acoperea Alpii. 
Marea Nordului era înghețată. 
În timpul Paleoliticului superior târziu (Ultimul Pleistocen), Strâmtoarea Bering dintre Asia și America de Nord a înghețată acum 18.000 ani , ceea ce le-a permis paleo-indienilor din cultura Clovis să traverseze Beringia pentru a ajunge în America.
Potrivit lui Mark Lynas, clima generală a Pleistocenului ar putea fi caracterizată ca un El Niño continuu. 

### Fauna
Fauna a fost puternic influențată de ciclurile glaciațiilor. Spre sfârșitul Pleistocenului a avut loc un mare eveniment de extincție a mamiferelor mari: pe toate continentele au dispărut animale care cântăreau mai mult de o tonă, cu excepția Africii și a Asiei de Sud (care totuși au cunoscut o reducere drastică a biodiversității și pierderea celor mai multe tipuri de proboscidieni, hipopotami și rinoceri, precum și a multor super-prădători). Printre speciile dispărute se numără: mamutul, mastodontul, ursul de peșteră, tigrul cu dinți sabie, leneșul uriaș, cerbul uriaș și tatuul preisoric. 

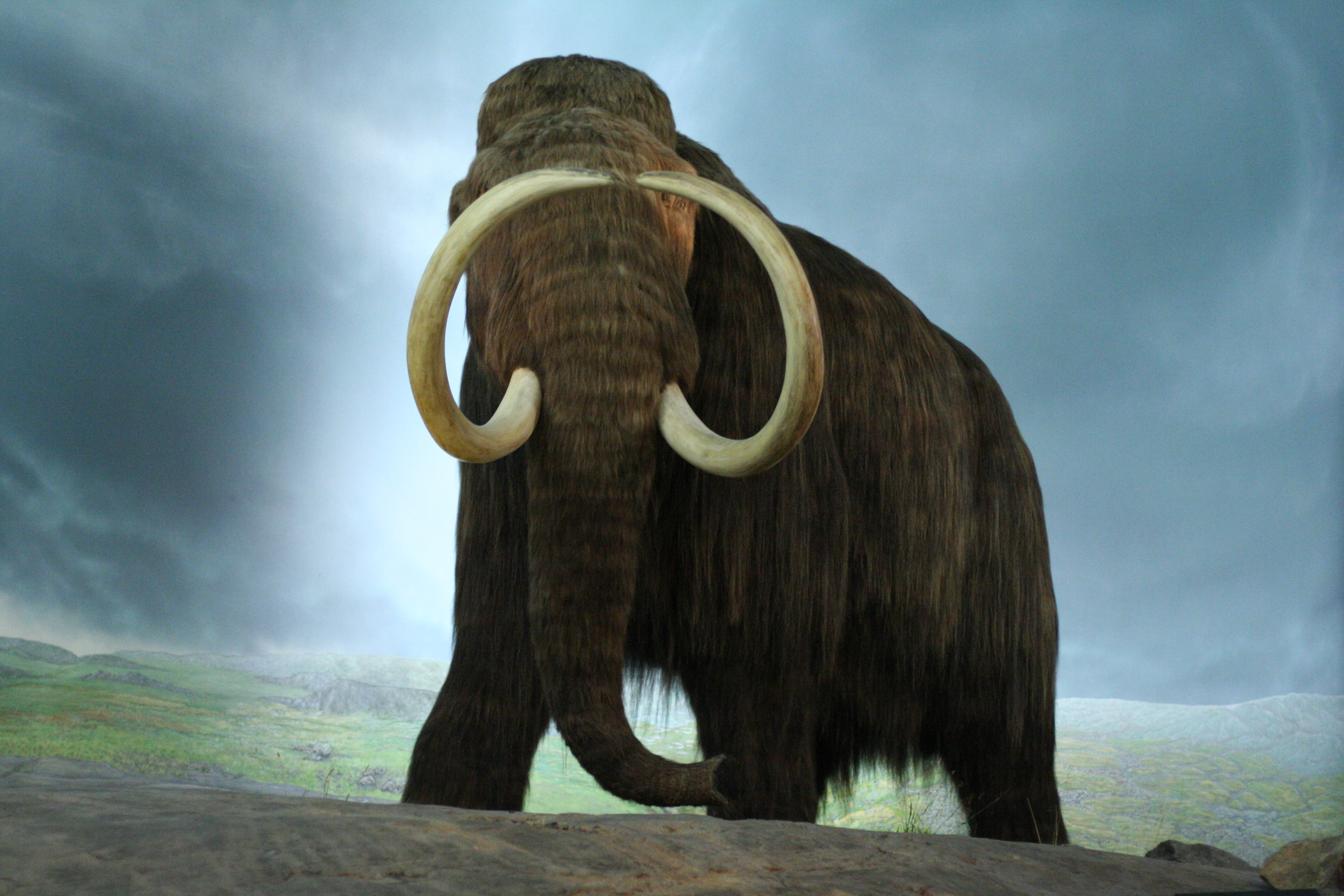
Mamut
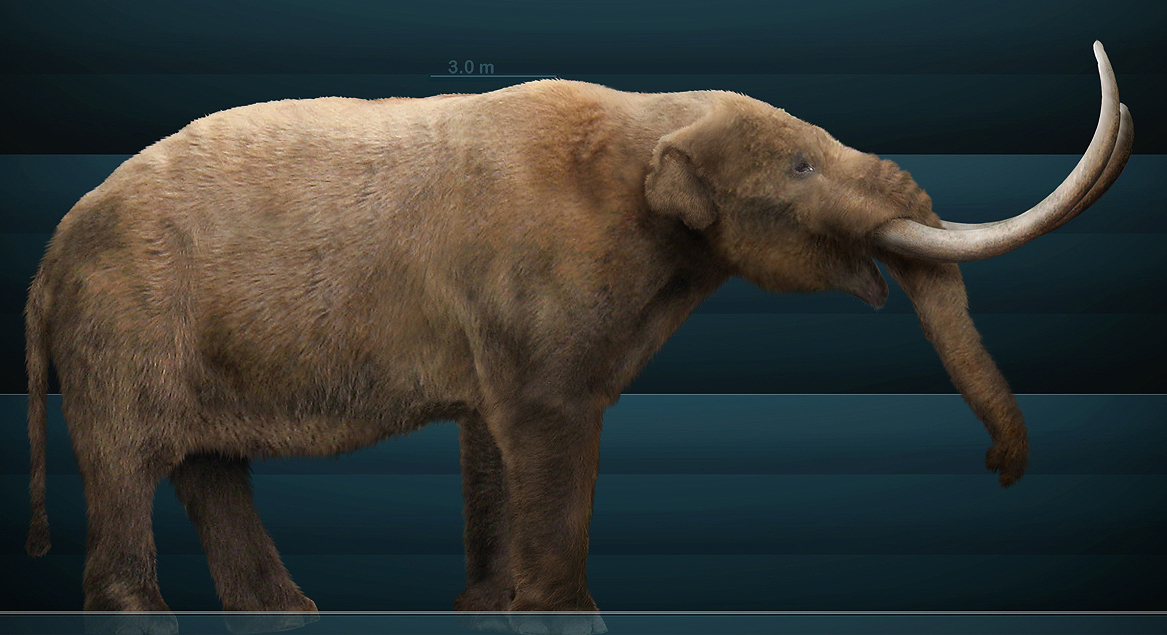
Mastodont
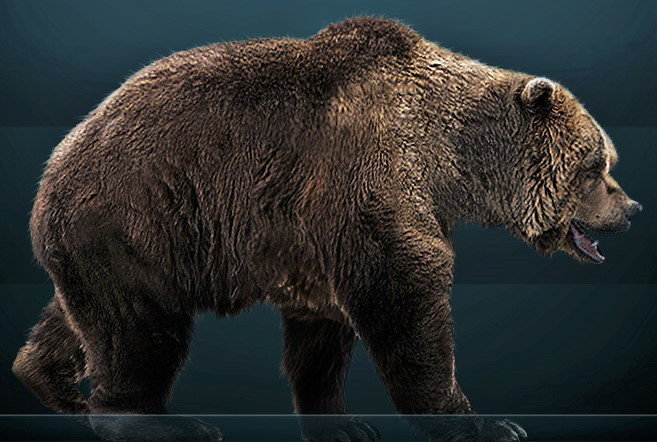
Ursul de peșteră
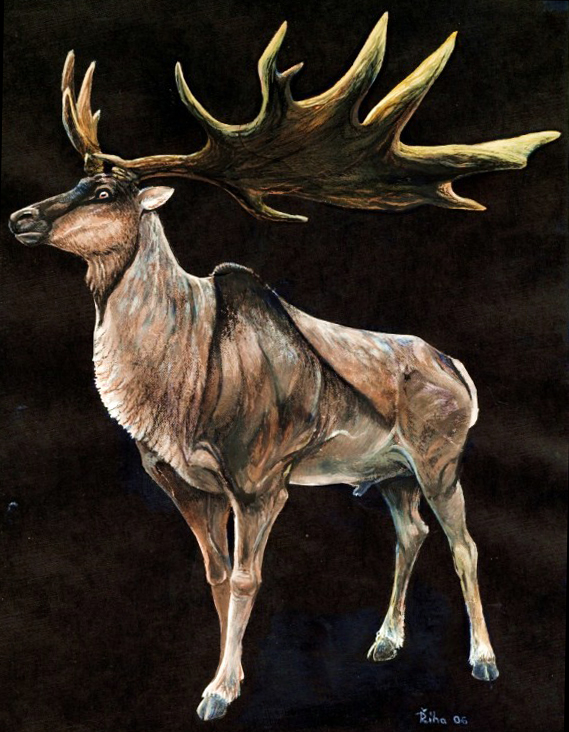
Cerbul uriaș
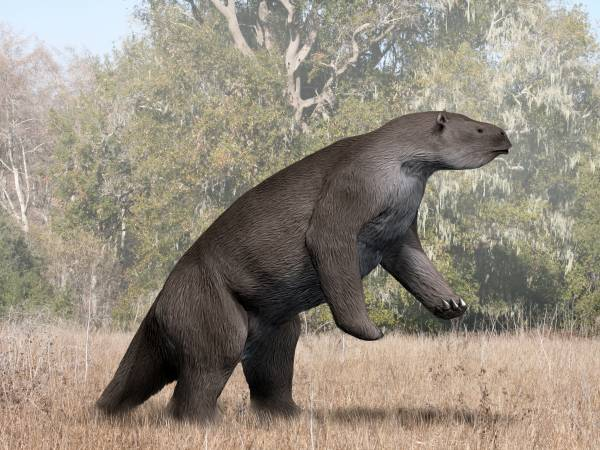
Megatherium
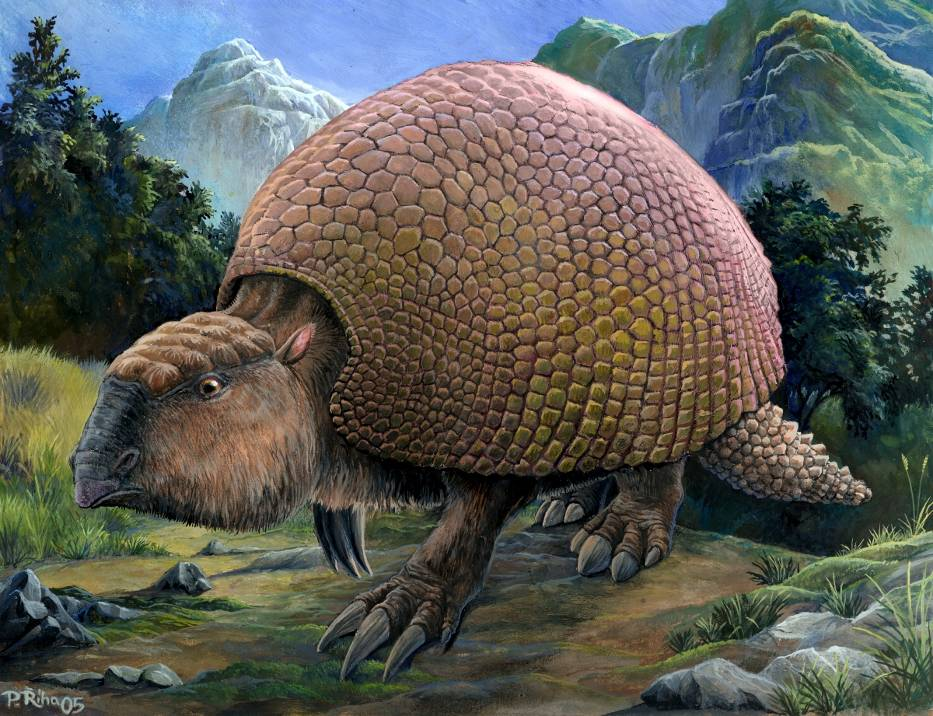
Glyptodon
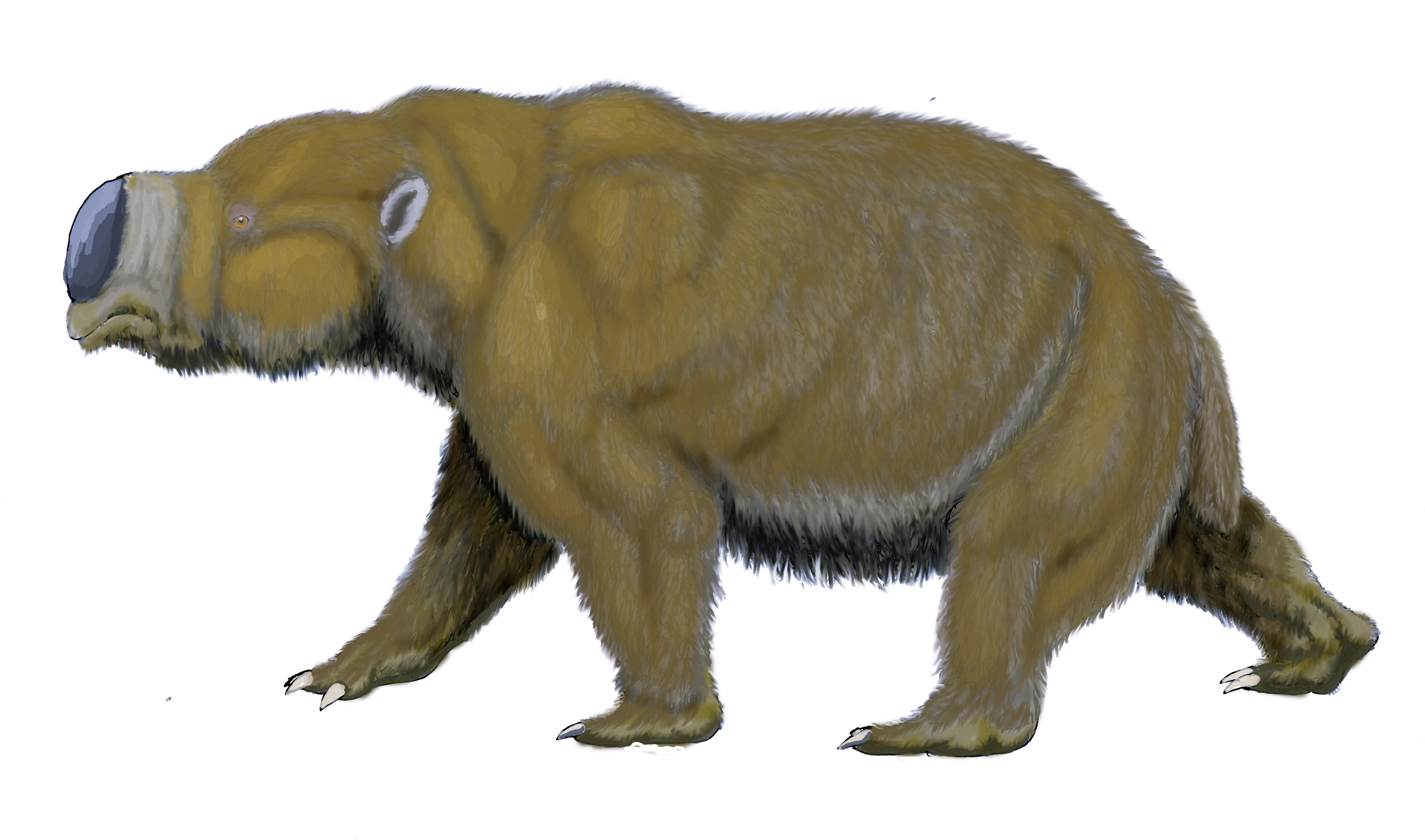
Diprotodon
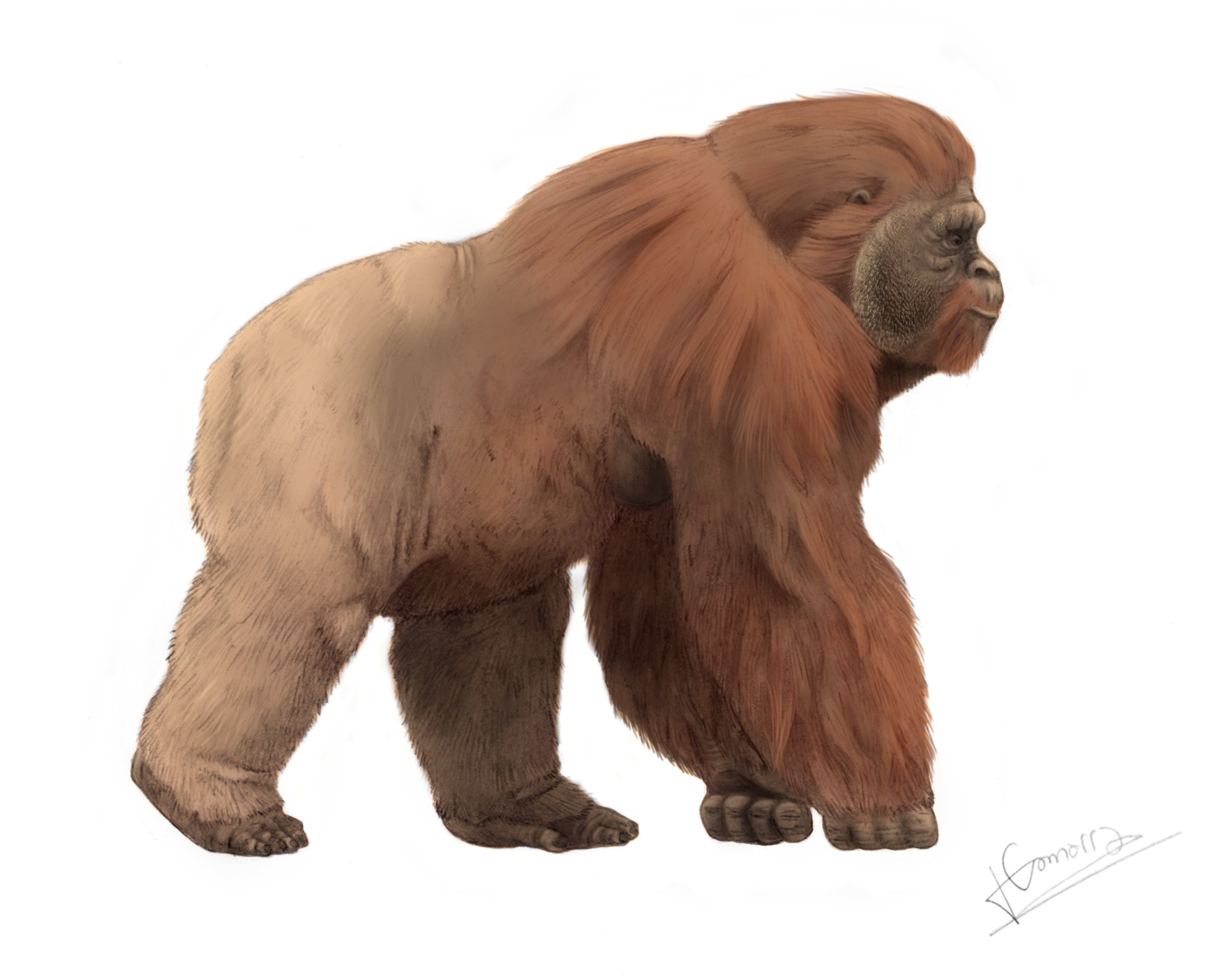
Gigantopithecus
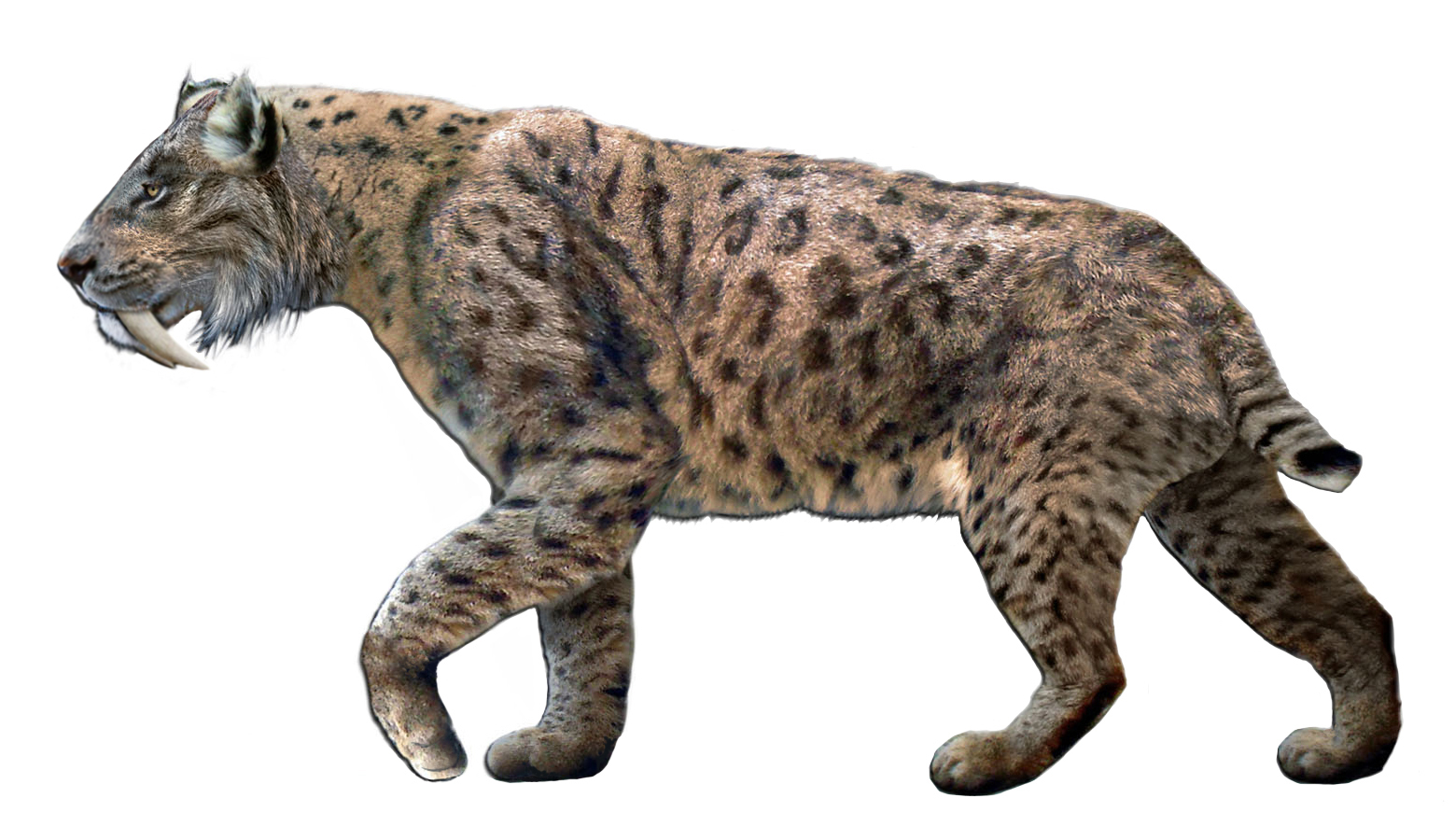
Smilodon
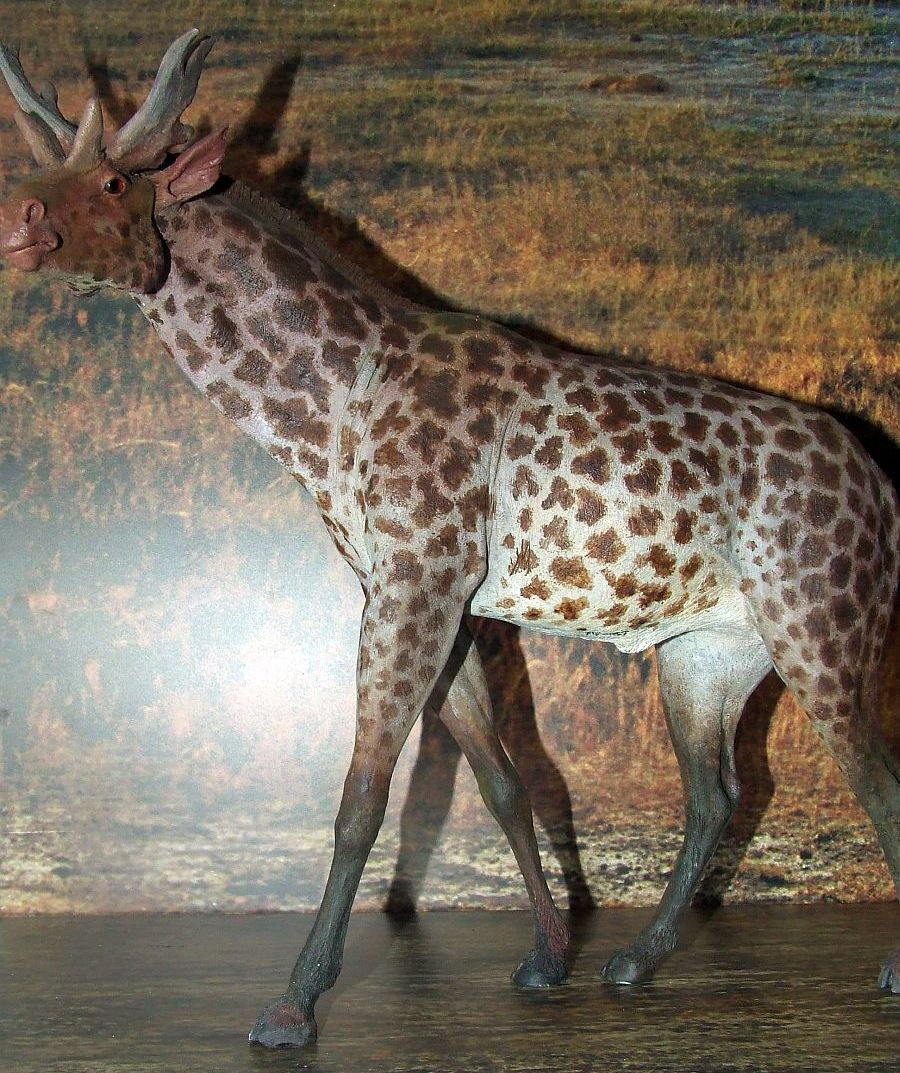
Sivatherium
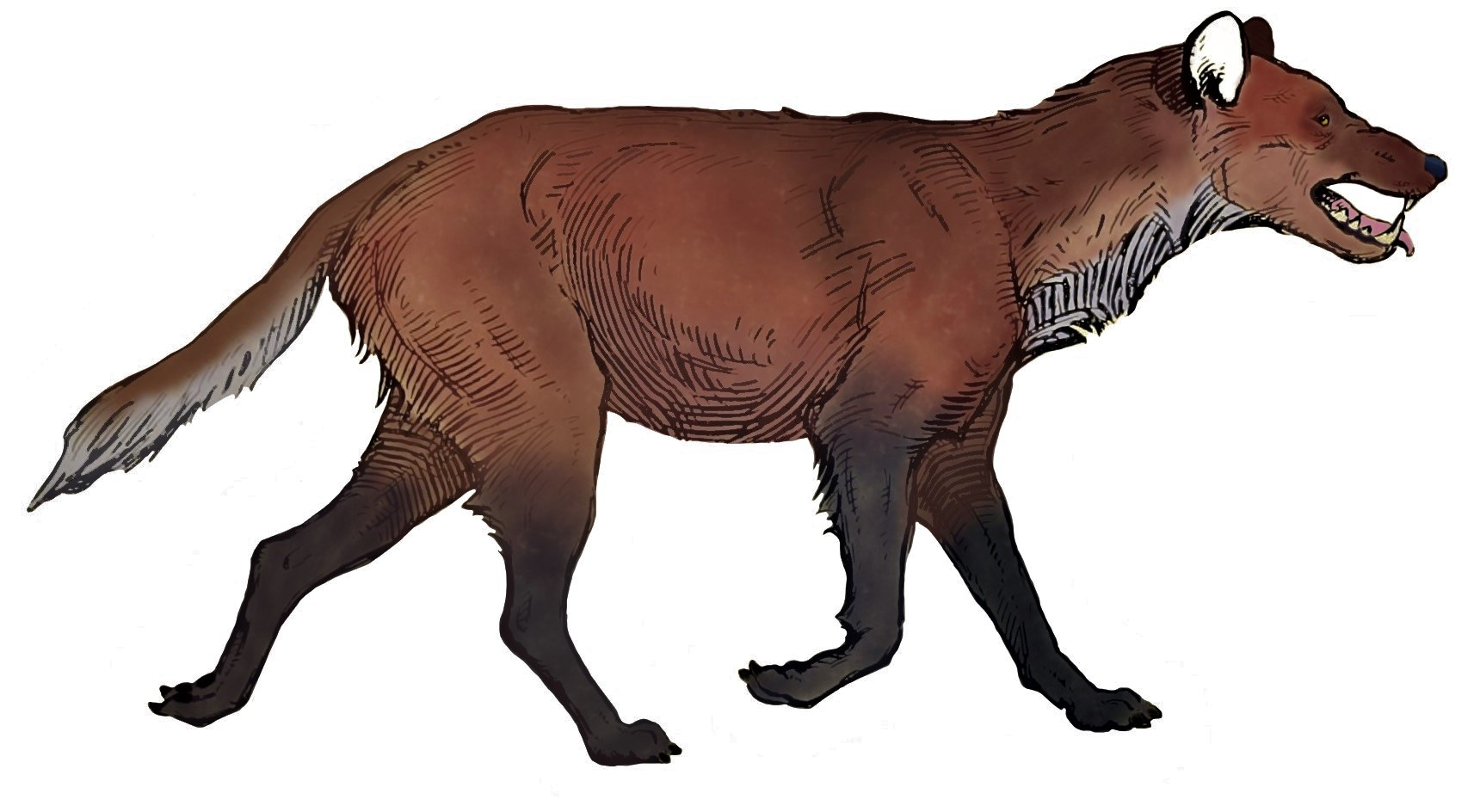
Aenocyon
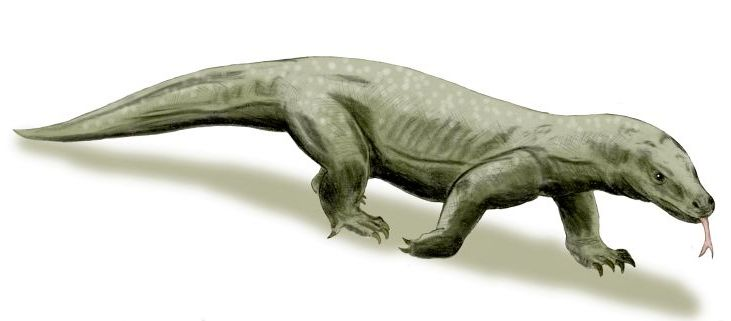
Varanus priscus
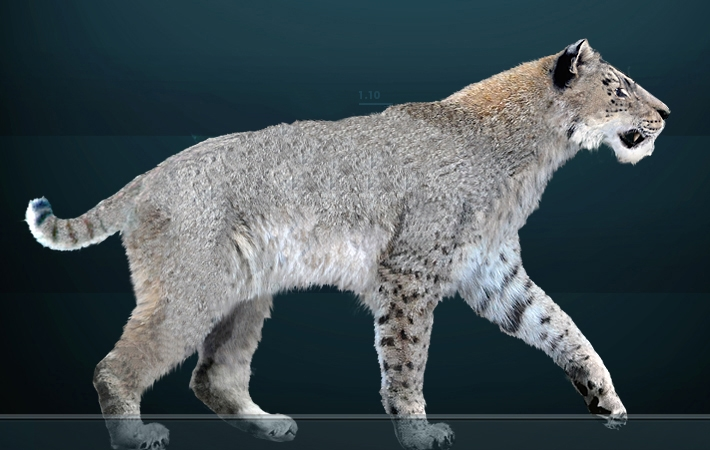
Homotherium
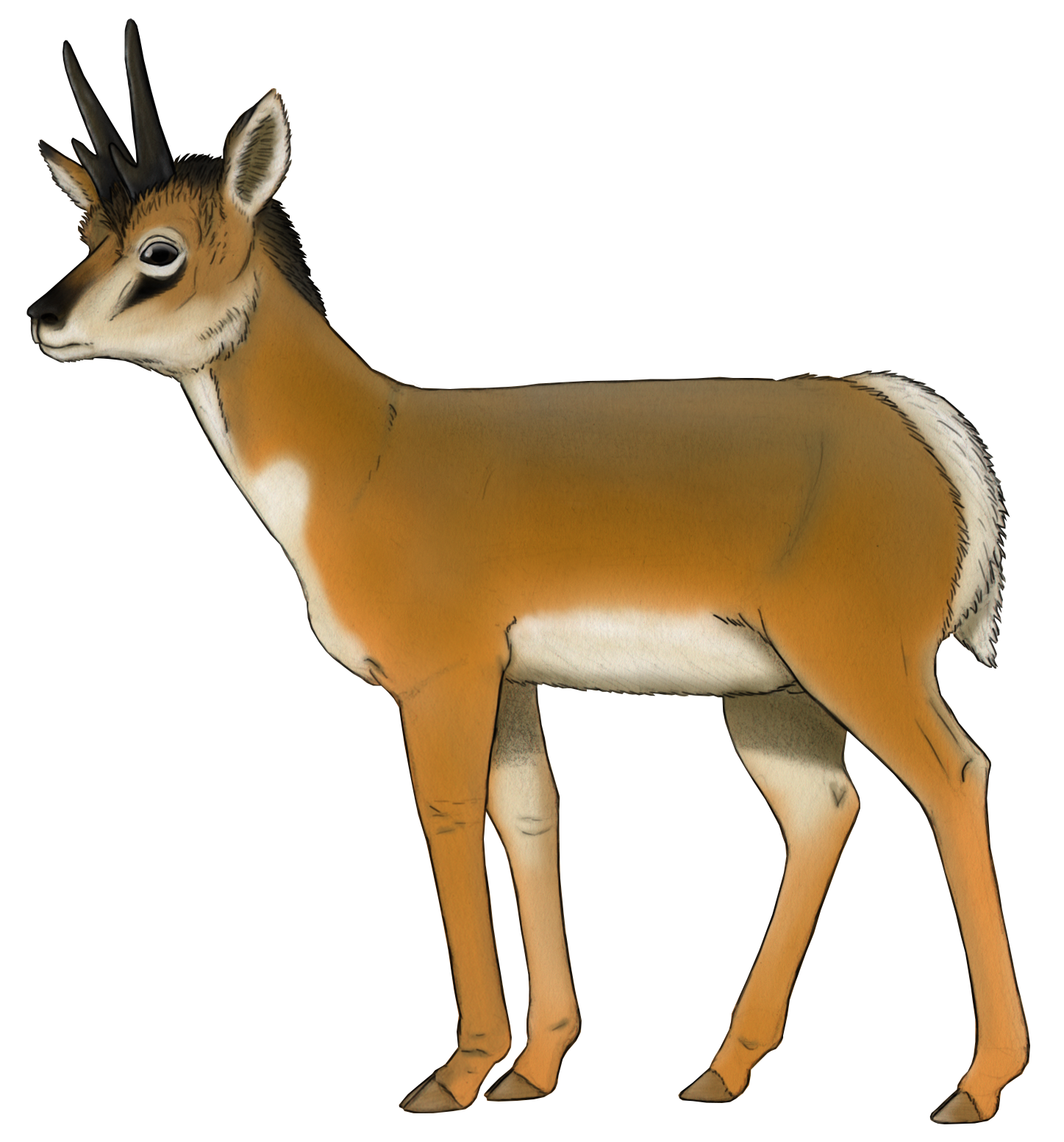
Capromeryx
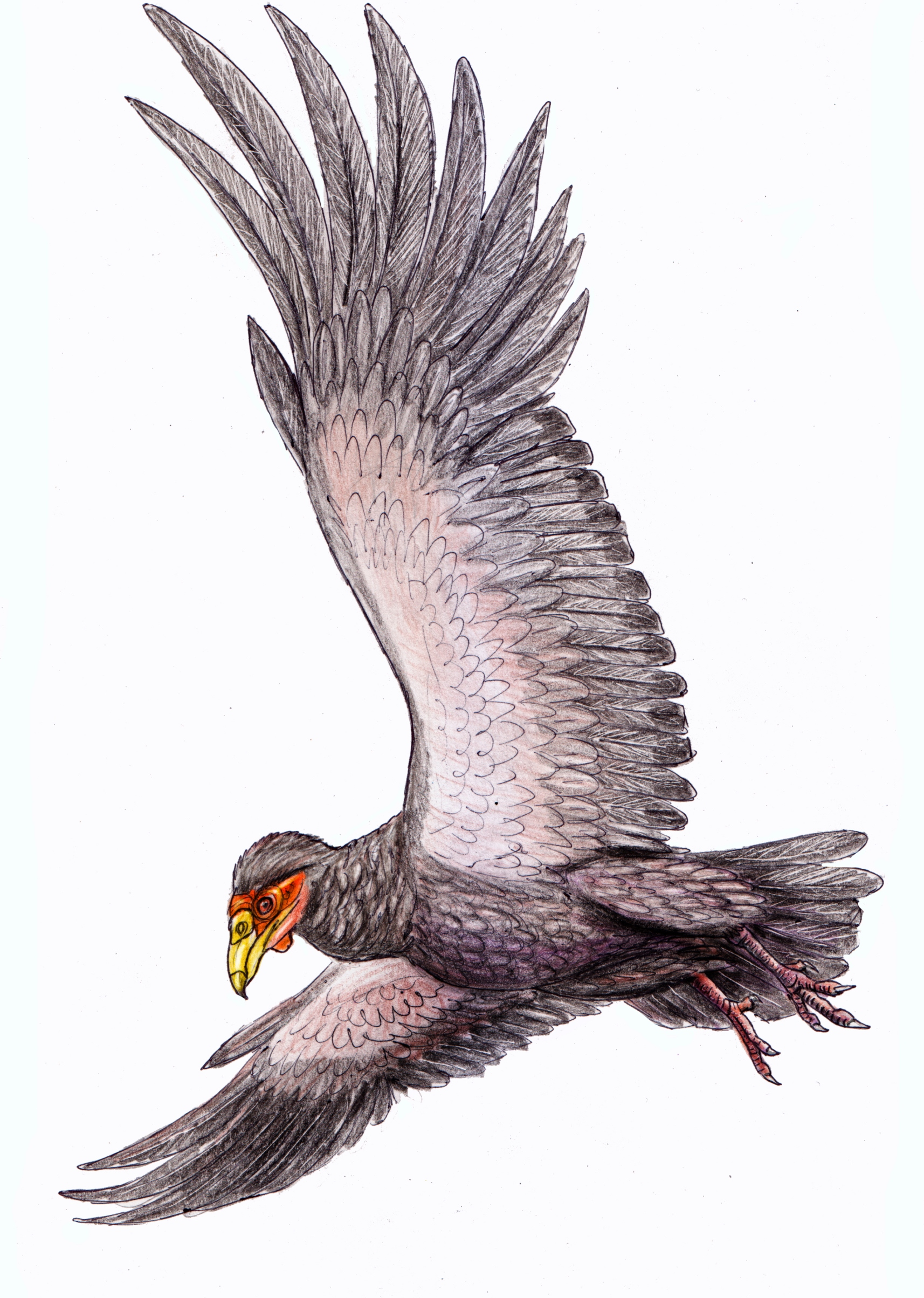
Teratornis

#### Pliocen
Atât faunele marine, cât și cele continentale erau în esență moderne, deși faunele continentale erau puțin mai primitive decât în prezent. Primii hominini recunoscuți, australopitecii, au apărut în Pliocen.
Ciocnirile maselor continentale a dus la o mare migrație și amestec de specii izolate anterior. Erbivorele au devenit mai mari, la fel ca și prădătorii specializați.
În America de Nord, rozătoarele, mastodonții mari, gomphotherii  și oposumii au continuat să supraviețuiască Pliocenului cu succes, în timp ce animalele cu copite (ungulatele) au scăzut, iar cămilele, căprioarele și caii s-au retras. Caii cu trei degete (Nannippus), oreodonti sau  porcii rumegători, artiodactilele erbivore și calicoterelele au dispărut. 
Câinii Borophagine și Agriotherium au dispărut, inclusiv familia nevăstuiilor s-a  diversificat. Leneșii de pământ, gliptodonții uriași și armadillos au venit în America de Nord odată cu formarea Istmului Panama.
În Eurasia, rozătoarele s-au descurcat bine, în timp ce distribuția primatelor a scăzut. 
Elefanții, gomphotherii și stegodonii au avut succes în Asia, iar hiracșii au migrat la nord din Africa. Diversitatea cailor a scăzut, în timp ce tapirii și rinocerii s-au descurcat destul de bine. Vacile și antilopele au avut succes, iar unele specii de cămile au trecut în Asia din America de Nord. Au apărut hienele și pisicile timpurii cu dinți de sabie, inclusiv alte specii de câini, urși și nevăstuici.
Africa era dominată de animalele cu  copite, iar primatele și-au continuat evoluția, australopitecii (unii dintre primii hominini) au apărut la sfârșitul Pliocenului. Rozatoarele au avut succes, iar populatiile de elefanți au crescut. 
Vacile și antilopele au continuat diversificarea și au depășit porcii în număr de specii. Au apărut girafele timpurii. Caii și rinocerii moderni au intrat în scenă. Urșii, câinii și nevăstucile (originare din America de Nord) s-au alăturat pisicilor, hienelor și civetelor ca prădători africani, forțând hienele să se adapteze ca necrofagi specializați.
America de Sud a fost invadată de specii nord-americane pentru prima dată după Cretacic, rozătoarele și primatele nord-americane amestecându-se cu formele sudice. Litopternii, nativi din America de Sud, au fost în mare parte distruși, cu excepția macrauchenidelor și toxodonților, care au reușit să supraviețuiască. Mici mustelide carnivore asemănătoare nevăstuicii,și urșii cu fața scurtă au migrat din nord. Gliptodonții,  leneșii giganți de pământ și rozătoarele caviomorfe mai mici  și armadillos au migrat spre nord, prosperând acolo.
Marsupialele au rămas  dominante în Australia, inclusiv vombatidele, cangurii, și uriașul Diprotodon. Marsupialele carnivore au continuat să vâneze în Pliocen, inclusiv dasyuride, lupii marsupiali și marsupiialele Thylacoleo. Primele rozătoare au ajuns în Australia. A apărut ornitorincul modern.

Foracidele de pradă din America de Sud erau rare în această perioadă; printre ultimii s-a numărat Titanis, un mare Phorusrhacidae care a migrat în America de Nord și a rivalizat cu mamiferele ca prădător de top. Alte păsări au evoluat probabil în acest moment în variantele moderne (cum ar fi genurile Cygnus, Bubo, Struthio și Corvus), unele acum dispărute.
Aligatorii și crocodilii s-au stins în Europa pe măsură ce clima s-a răcit. Șerpii veninoși au continuat să crească pe măsură ce mai multe rozătoare și păsări au evoluat. Șerpii cu clopoței au apărut pentru prima dată în Pliocen.  Țestoasele uriașe au prosperat  în America de Nord. 
Ordinul de amfibieni Allocaudata a dispărut.

#### Pleistocen
Atât faunele marine, cât și cele continentale care erau în esență moderne, dar cu multe mai multe mamifere terestre mari,  cum ar fi mamuții, mastodontii, diprotodonii, smilodon, tigrii, leii, urșii, leneși giganți, gigantopithecus și altele, s-au dezvoltat. 
Masele de uscat izolate precum Australia, Madagascar, Noua Zeelandă și insulele din Pacific au văzut evoluția păsărilor mari și chiar a reptilelor precum pasărea elefant, moa, vulturul lui Haast, Quinkana, Megalania și Meiolania.
Schimbările climatice severe din timpul erei glaciare au avut un impact major asupra faunei și florei. Cu fiecare avansare a gheții, suprafețe mari ale continentelor au devenit total depopulate, iar plantele și animalele care se retrăgeau spre sud s-au confruntat cu un stres enorm. Răcirea climei a dus la diminuarea hranei, rezultând extincția  mamiferelor mari, care a inclus mamuți, mastodonâi, pisicile cu dinții de sabie, gliptodonii, rinocerii lânoși, diverse girafide, precum Sivatherium; leneșii de pământ, elanii irlandezi, urșii de peșteră, gomphotherii, lupii Canis dirus și urșii nord-americani cu fața scurtă.
Extincția a debutat la sfârșitul Pleistocenului și a  continuat până în Holocen. 
De asemenea, oamenii de Neanderthal au dispărut în această perioadă. 
La sfârșitul ultimei ere glaciare, animalele cu sânge rece, mamiferele mai mici precum șoarecii de pădure, păsările migratoare și animalele mai rapide precum cerbul cu coadă albă au devenit noua megafaună și au migrat spre nord. Oile cornule erau mai zvelte și aveau picioare mai lungi decât descendentele lor de astăzi. Oamenii de știință cred că schimbarea faunei prădătorilor după disparițiile din Pleistocenul târziu a dus la o schimbare a formei corpului  pe măsură ce specia s-a adaptat pentru a avea mai multă putere  decât viteză.
Extincțiile au afectat cu greu Africa, dar au fost deosebit de grave în America de Nord, unde caii și cămilele nativi au fost nimicite.

## Unelte
Oamenii din Paleolitic produceau unelte din piatră, os (de exemplu: căprioare) și lemn. Hominizii din paleoliticul timpuriu, Australopithecus, au fost primii utilizatori ai uneltelor din piatră. Săpăturile din Gona, Etiopia au dus la descoperirea a mii de artefacte, iar prin datare radioizotopică și magnetostratigrafie, relicvele pot fi datate cu 2,6 milioane de ani în urmă. Dovezile arată că acești hominizi timpurii au selectat în mod intenționat piatra brută cu calități bune  și au ales pietre de dimensiuni adecvate pentru nevoile lor de a produce unelte cu muchii ascuțite pentru tăiere.
Cea mai veche industrie a instrumentelor de piatră din paleolitic, Oldowan, a început cu aproximativ 2,6 milioane de ani în urmă. Cu aproximativ 250.000 de ani în urmă  a început industria acheuleană, care a fost concepută pentru prima dată de Homo ergaster în urmă cu aproximativ 1,8–1,65 milioane de ani. Instrumentele Acheuleane dispar complet din documentele arheologice cu aproximativ 100.000 de ani în urmă și au fost înlocuite cu truse de instrumente mai complexe din Paleoliticul mijlociu, cum ar fi cele din industriile Mousterian și Aterian. 
Oamenii din paleoliticul inferior au folosit o varietate de unelte de piatră, inclusiv topoare de mână și tocători. Deși par să fi folosit adesea topoare de mână, există un dezacord cu privire la utilizarea lor. Interpretările variază de la unelte de tăiat, la unelte de săpat,  la utilizarea de capcane și ca semnificație pur rituală. 
William H. Calvin a sugerat că unele topoare de mână ar fi putut servi drept „frisbe-uri ucigașe” menite să fie aruncate într-o turmă de animale. Un topor cu mâna aruncată nu ar fi pătruns de obicei suficient de adânc pentru a provoca răni foarte grave. Cu toate acestea, ar fi putut fi o armă eficientă de apărare împotriva prădătorilor. 
Probabil că oamenii timpurii au folosit sulițe de lemn încă de acum 5 milioane de ani pentru a vâna animale mici, așa cum s-a observat că rudele lor, cimpanzeii, fac asta în Senegal, Africa. Oamenii din paleoliticul inferior au construit adăposturi, cum ar fi posibila colibă de lemn.
În jurul anului 200.000 î.en., au fost create sulițe cu vârf de piatră, care au fost cele mai vechi instrumente ascuțite. 
Harpoanele au fost inventate și folosite pentru prima dată în timpul Paleoliticului mijlociu târziu (acum 90.000 ani); inventarea acestor dispozitive a adus peștele în dieta umană, ceea ce a asigurat un gard împotriva foametei și o aprovizionare mai abundentă cu hrană.
Datorită tehnologiei și structurilor lor sociale avansate, grupurile paleolitice precum neanderthalienii — care aveau un nivel de tehnologie din paleoliticul mijlociu — par să fi vânat vânat mare la fel de bine ca oamenii moderni din paleoliticul superior. Oamenii de Neanderthal, în special, ar fi putut, de asemenea, să vâneze cu arme cu proiectile. Cu toate acestea, folosirea armelor cu proiectile de către Neanderthal la vânătoare a avut loc foarte rar și au vânat animale mari prin ambuscadă și atacându-le cu sulițe prin împungere, mai degrabǎ decât prin aruncarea de la distanță cu proiectile.

## Alte inventii
În timpul paleoliticului superior, s-au făcut și alte invenții, cum ar fi plasa (acum 22.000 -29.000 ani), aruncătorul de sulițe (acum 30.000 ani), arcul și săgețile (acum 25.000 ani).Cel mai vechi exemplu de artă ceramică este figurina Venus Dolní Věstonice (c. 29.000 – c. 25.000 î.en).
Peștera Kilu de pe insula Buku, Insulele Solomon, demonstrează navigarea a aproximativ 60 km de ocean acum 30.000 ani. 
Câinii timpurii au fost domesticiți cândva acum 14.000 - 30.000 ani, probabil pentru a ajuta la vânătoare.   Dovezile din ADN-ul canin colectate de Robert K. Wayne sugerează că câinii ar fi putut fi domesticiți pentru prima dată la sfârșitul Paleoliticului mijlociu, acum  100.000 ani. 
Dovezile arheologice din regiunea Dordogne din Franța demonstrează că membrii culturii europene timpurii din paleoliticul superior cunoscut sub numele de Aurignacian au folosit calendare (acum 30.000 ani). Acesta a fost un calendar lunar care a fost folosit pentru a documenta fazele lunii. Calendarele solare autentice   au apărut  în Neolitic.  
Culturile paleolitice superioare au fost probabil capabile să cronometreze migrația animalelor de vânat, cum ar fi caii sălbatici și căprioarele. Această abilitate a permis oamenilor să devină vânători eficienți. Cercetări recente indică faptul că oamenii de Neanderthal și-au cronometrat vânătoarea și migrațiile animalelor de vânat cu mult înainte de începutul paleoliticului superior.

## Transportul
Homo erectus din paleoliticul inferior a inventat plutele (aproximativ acum 840.000 –  800.000 ani) pentru a călători peste lacuri și mări, ceea ce ar fi permis unui grup de Homo erectus să ajungă pe insula Flores și să evolueze în micul hominin Homo floresiensis. 
Cu toate acestea, această ipoteză este contestată în cadrul comunității antropologice. Posibila utilizare a plutelor în timpul Paleoliticului Inferior poate indica faptul că homininii din Paleoliticul Inferior, cum ar fi Homo erectus, erau mai avansați decât se credea anterior și poate chiar să fi vorbit o formă timpurie de limbaj modern.
Dovezi suplimentare de la Neanderthal și siturile umane moderne situate în jurul Mării Mediterane, cum ar fi Coa de sa Multa (de acum 300.000 ani), au indicat, de asemenea, că atât oamenii din paleoliticul mijlociu, cât și din paleoliticul superior, au folosit plute pentru a călători de-a lungul Mediteranei cu scopul colonizării altor teritorii.

## Așezări și locuințe
La început, strămoșii oamenilor trăiau în așezările în aer liber, dar căutau să se adăpostească și în peșteri după ce au descoperit focul în paleoliticul timpuriu, fiindcă acolo se mai ascundeau și diverse animale sălbatice (urși, pisici sălbatice). Peșterile au fost utilizate, inițial, doar în anotimpul rece, însă unele peșteri mai mari erau, probabil, locuite tot anul, după sfârșitul paleoliticului timpuriu.
În paleoliticul mijlociu, Neanderthalienii au reușit să-și construiască colibe (adesea pe malurile apelor), cu acoperiș de frunze, prevăzute chiar și cu vetre, spațiu pentru dormit, activități domestice. Se constată o creștere a densității și a sedentarismului într-un anumit loc. Simultan erau folosite și adăposturi sub stânci. Apare, totodată, tendința de concentrare a grupurilor umane și de revenire periodică în același loc.
În paleloliticul târziu au început să apară corturi realizate din piei întinse peste stâlpi de lemn sau colți de mamut.
Taberele se mutau pe măsură ce locuitorii lor migrau, odată cu schimbarea anotimpurilor. Au existat și așezări permanente, cum este cea descoperită la Willendorf. Perimetrul acesteia era demarcat de lespezi de piatră și piei de animale. Primele locuințe permanente vor apărea abia în neolitic.

## Focul, dieta și vânătoarea
Focul a fost folosit de hominizii din paleoliticul inferior, din speciile Homo erectus și Homo ergaster, cu 300.000 - 1,5 milioane de ani în urmă și posibil chiar mai devreme de către homininul Homo habilis din paleoliticul inferior (Oldowan) sau de către australopitecii robusti, cum ar fi Paranthropus. 
Cu toate acestea, folosirea focului a devenit comună doar în societățile din Epoca de Piatră Mijlociu și Paleoliticul Mijlociu. Folosirea focului a redus rata mortalității și a oferit protecție împotriva prădătorilor  Hominizii timpurii au început să-și gătească hrana încă din Paleoliticul Inferior (acum cca. 1,9 milioane de ani) sau cel mai târziu în Paleoliticul Mijlociu timpuriu (acum cca.  250.000 de ani).  Unii oameni de știință au emis ipoteza că hominizii au început să gătească alimente pentru a dezgheța carnea congelată, ceea ce ar contribui la asigurarea supraviețuirii lor în regiunile reci.  Arheologii citează schimbările morfologice ale anatomiei craniene drept dovezi pentru apariția tehnologiilor de gătit și de procesare a alimentelor. Aceste modificări morfologice includ scăderea dimensiunii molarilor și a maxilarului, smalțul dinților mai subțiri și scăderea volumului intestinal.
În  Pleistocen, strămoșii noștri s-au bazat pe tehnici simple de procesare a alimentelor, cum ar fi prăjirea. Paleoliticul superior a văzut apariția fierberii, un avans în tehnologia de prelucrare a alimentelor care a făcut alimentele vegetale mai digerabile, le-a scăzut toxicitatea și le-a maximizat valoarea nutritivă. Rocile alterate termic (pietrele încălzite) sunt ușor identificabile în evidența arheologică. Fierberea cu piatra și coacerea în groapă erau tehnici obișnuite care implicau încălzirea pietricelelor mari, apoi transferul pietrelor fierbinți într-un recipient perisabil pentru a încălzi apa. Această tehnologie este caracterizată  de vetrele Abri Pataud.

Vânǎtori-culegātorii din Paleolitic au mâncat în proporții diferite legume (inclusiv tuberculi și rădăcini), fructe, semințe (inclusiv nuci și semințe de iarbă sălbatică) și insecte, carne, pește și crustacee.  Cu toate acestea, există puține dovezi directe ale proporțiilor relative ale alimentelor vegetale și animale. Deși termenul „dietă paleolitică”, fără referiri la un anumit interval de timp sau locație, este uneori folosit cu o implicație că majoritatea oamenilor au împărtășit o anumită dietă pe parcursul întregii ere, acest lucru nu este complet exact. Paleoliticul a fost o perioadă extinsă de timp, în care s-au făcut multiple progrese tehnologice, dintre care multe au avut impact asupra structurii dietei umane. 
De exemplu, oamenii probabil nu au deținut controlul focului până în Paleoliticul mijlociu  sau instrumentele necesare pentru a se angaja într-un pescuit extins,, în consecință, permițând oamenilor din unele regiuni ale planetei să se bazeze în mare măsură pe pescuit și vânătoare.
În plus, paleoliticul a implicat o extindere geografică substanțială a populațiilor umane. În timpul paleoliticului inferior, se crede că strămoșii oamenilor moderni au fost constrânși să părăsească  Africa la est din cauza formării Marelui Rift. În timpul paleoliticului mediu și superior, oamenii și-au extins foarte mult aria de așezare, ajungând la ecosisteme la fel de diverse precum Noua Guinee și Alaska și adaptându-și dieta la orice resurse locale erau disponibile.
Un alt punct de vedere este că, până în Paleoliticul superior, oamenii erau frugivori (mâncători de fructe) care își completau mesele cu   ouă și prǎzi mici, cum ar fi puii de păsări și midii, și doar în rare ocazii reușeau să omoare și să consume animale mai mari, cum ar fi antilopele. Acest punct de vedere este susținut de studiile asupra cimpanzeilor. Cimpanzeii sunt cei mai apropiați genetic de oameni, împărtășind peste 96% din codul lor ADN cu oamenii, iar tractul lor digestiv este foarte asemănător din punct de vedere funcțional cu cel al oamenilor. Cimpanzeii sunt în primul rând frugivori, dar ar putea și ar putea consuma și digera carnea altor animale, dacă au ocazia. În general, dieta lor reală în sălbăticie este de aproximativ 95% pe bază de plante, restul de 5% fiind umplut cu insecte, ouă și pui de animale. 
În unele ecosisteme, totuși, cimpanzeii sunt prădători, formând grupuri pentru a vâna maimuțe. Unele studii comparative ale tractului digestiv uman și superior al primatelor sugerează că oamenii au evoluat pentru a obține cantități mai mari de calorii din surse, cum ar fi alimentele de origine animală, permițându-le să micșoreze dimensiunea tractului gastrointestinal în raport cu masa corporală și, în schimb, să crească masa creierului.  
Antropologii au opinii diverse cu privire la proporțiile de alimente vegetale și animale consumate. La fel ca în cazul vânătorilor și culegătorilor încă existenți, au existat multe „diete” variate în diferite grupuri și, de asemenea, variate în această perioadă imensă de timp. Unii vânători-culegători din paleolitic consumau o cantitate semnificativă de carne și, probabil, obțineau cea mai mare parte a hranei lor din vânătoare,  în timp ce se credea că alții aveau o dietă în principal pe bază de plante. Se crede că majoritatea, dacă nu toți, au fost omnivori.  O ipoteză este că tuberculii de carbohidrați  ar fi putut fi consumați în cantități mari de către oamenii pre-agricoli. 
Se crede că dieta paleolitică includea până la 1,65–1,9 kg pe zi de fructe și legume. Proporțiile relative de alimente vegetale și animale în dieta oamenilor din paleolitic a variat adesea între regiuni, fiind necesară mai multă carne în regiunile mai reci (care nu au fost populate de oameni moderni din punct de vedere anatomic până la circa 30.000 – circa 50.000 î.en). 
În general, este de acord că multe unelte moderne de vânătoare și pescuit, cum ar fi cârligele, plasele, arcurile și otrăvurile, nu au fost introduse până în Paleoliticul superior și, eventual, chiar în Neolitic.  Singurele instrumente de vânătoare disponibile pe scară largă pentru oameni în orice parte semnificativă a paleoliticului au fost sulițele și harpoanele de mână. Există dovezi ale oamenilor din paleolitic care au ucis și mâncat foci și elan acum 100.000 ani,  Pe de altă parte, oasele de bivoli găsite în peșterile africane din aceeași perioadă sunt de obicei ale unor specimene foarte tinere sau foarte bătrâne și nu există dovezi că porcii, elefanții sau rinocerii au fost vânați de oameni la acea vreme. 
Popoarele paleolitice au suferit mai puțină foamete și malnutriție decât triburile agricole din Neolitic care le-au urmat Acest lucru s-a datorat parțial pentru că vânătorii-culegători din Paleolitic au accesat o varietate mai mare de alimente naturale, ceea ce le-a permis o dietă mai hrănitoare și un risc scăzut de foamete. Multe dintre perioadele de foamete  experimentate de fermierii din Neolitic (și unii moderni) au fost cauzate sau amplificate de dependența lor de un număr mic de culturi. 
Se crede că alimentele sălbatice pot avea un profil nutrițional semnificativ diferit față de alimentele cultivate. Cantitatea mai mare de carne obținută prin vânarea animalelor de vânat mare în dietele paleolitice decât dietele neolitice ar fi permis, de asemenea, vânătorilor-culegători din paleolitic să se bucure de o dietă mai hrănitoare decât cea a agricultorilor din neolitic.
S-a susținut că trecerea de la vânătoare și cules la agricultură a dus la o concentrare din ce în ce mai mare pe o varietate limitată de alimente, carnea fiind probabil să treacă în spatele plantelor. De asemenea, este puțin probabil ca vânătorii-culegători din Paleolitic să fi fost afectați de boli moderne, cum ar fi diabetul de tip 2, bolile coronariene și bolile cerebrovasculare, deoarece consumau mai ales carne și plante slabe și făceau frecvent activitate fizică intensă. 
Speranța maximă de viață era mai crescută (33 ani) în Paleolitic decât în Epoca de Fier (26 ani). 
Legumele cu semințe mari făceau parte din dieta umană cu mult înainte de Revoluția neolitică, așa cum este evident din descoperirile arheobotanice ale  Peșterii Kebara, în Israel.  Există dovezi care sugerează că societățile paleolitice adunau cereale sălbatice pentru uz alimentar cel puțin încă de acum 30.000 de ani. Cu toate acestea, semințele, cum ar fi boabele și fasolea, erau rar consumate și niciodată în cantități mari în fiecare zi. Dovezile arheologice recente indică, de asemenea, că cultivarea viței-de-vie ar putea avea originea în Paleolitic, când oamenii timpurii au băut sucul din strugurii sălbatici, fermentat în mod natural din pungi de piele de animale.
Oamenii din paleolitic consumau carne de organe animale, inclusiv ficatul, rinichii și creierul. Culturile din paleoliticul superior par să fi avut cunoștințe semnificative despre plante și ierburi și ar putea să fi practicat forme rudimentare de horticultură.
În special, bananele și tuberculii ar fi putut fi cultivate încă de acum 25.000 ani în sud-estul Asiei. Societățile din Paleoliticul Superior târziu par, de asemenea, să fi practicat ocazional pǎstoritul și creșterea animalelor. De exemplu, unele culturi europene din paleoliticul superior au domesticit și crescut reni, probabil pentru carnea sau laptele lor, încă de vreo 14.000 ani.  De asemenea,   oamenii au consumat plante halucinogene în timpul Paleoliticului.  Aborigenii australieni consumă o varietate de alimente native de origine animală și vegetală de aproximativ 60.000 de ani, încă din Paleoliticul Mijlociu.

Vânarea de animale mari, precum căprioarele, a  fost o sursă importantă de proteine în dietele din paleoliticul mediu și superior.
În februarie 2019, oamenii de știință au raportat dovezi, bazate pe studii cu izotopi, că cel puțin unii oameni de Neanderthal ar fi putut mânca carne. Oamenii din timpul Paleoliticului Mijlociu, cum ar fi oamenii de Neanderthal și Homo sapiens din Paleoliticul Mijlociu din Africa, au început să prindă crustacee pentru hrană, după cum a arătat gătitul crustaceelor în siturile de Neanderthal din Italia cu aproximativ 110.000 de ani în urmă și în siturile Homo sapiens din Paleoliticul Mijlociu de la Pinnacle Point, Sud. Africa în jurul anului 164.000 ī.en.
Deși pescuitul a devenit obișnuit doar în timpul paleoliticului superior, peștii au făcut parte din dietele umane cu mult înainte de zorii paleoliticului superior și au fost cu siguranță consumați de oameni cel puțin încă din paleoliticul mediu.  De exemplu, Homo sapiens din Paleoliticul Mijlociu din regiunea ocupată acum de Republica Democratică Congo, a pescuit un somn mare de  1,8 m  încă de acum 90.000 de ani. 
Apariția pescuitului a permis unor societăți din paleoliticul superior și, ulterior, de vânători-culegători să devină sedentare sau semi-nomade, ceea ce le-a modificat structurile sociale. Exemple de societăți sunt Lepenski Vir, precum și unii vânători-culegători contemporani, cum ar fi tlingiții. În unele cazuri (cel puțin tlingiții), ei au dezvoltat stratificarea socială, sclavia și structurile sociale complexe, cum ar fi căpeteniile.

## Relații sociale
Organizarea socială a celor mai timpurii societăți din paleolitic (Paleoliticul inferior) rămâne în mare parte necunoscută oamenilor de știință, deși hominizii din Paleoliticul inferior, cum ar fi Homo habilis și Homo erectus,  probabil să fi avut structuri sociale mai complexe decât societățile de cimpanzei. Oamenii din Oldowan târzie/Acheulean timpuriu, cum ar fi Homo ergaster/Homo erectus, ar fi putut fi primii oameni care au inventat locuri de campare centrale sau fundațiile de locuințe și le-au încorporat în strategiile lor de hrană și vânătoare, cum ar fi vânătorii-culegători contemporani, probabil încă de acum 1,7 milioane de ani;  cu toate acestea, cele mai vechi dovezi solide pentru existența unor baze de origine sau locuri de campare centrale (vetre și adăposturi) în rândul oamenilor datează doar de acum 500.000 de ani. 
În mod similar, oamenii de știință nu sunt de acord dacă oamenii din paleoliticul inferior au fost în mare parte monogami.  Modelul provizoriu sugerează că bipedismul a apărut în societățile australopithecine pre-paleolitice ca o adaptare la stilurile de viață monogame; cu toate acestea, alți cercetători notează că dimorfismul sexual este mai pronunțat la oamenii din Paleoliticul inferior, cum ar fi Homo erectus decât la oamenii moderni, care sunt mai puțin poligami decât alte primate, ceea ce sugerează că oamenii din Paleoliticul inferior au avut un stil de viață în mare parte poligam, deoarece speciile care au cel mai mult dimorfismul sexual pronunțat are mai multe șanse să fie poligame. 
Societățile umane din paleolitic până la începutul neoliticului au trăit fără state și guverne organizate. Pentru cea mai mare parte a paleoliticului inferior, societățile umane au fost probabil mai ierarhice decât descendenții lor din paleoliticul mediu și superior și, probabil, nu au fost grupate în caste,    la sfârșitul paleoliticului inferior, cele mai recente populații de hominizu Homo erectus ar putea au început să trăiască în grupuri la scară mică (posibil egalitare) similare atât cu societățile din Paleoliticul Mijlociu, cât și cu cele de  vânătorii-culegători moderni. 
Societățile din Paleoliticul Mijlociu, spre deosebire de Paleoliticul Inferior și cele din Neoliticul timpuriu, constau din bande care variau între 20–30 sau 25–100 de membri și erau de obicei nomazi.  Aceste bande au fost formate din mai multe familii. Uneori, bandele s-au unit în „macrobande” mai mari pentru activități precum obținerea de parteneri și sărbători sau unde resursele erau abundente.  Până la sfârșitul erei paleolitice (c. 10.000  î.en), oamenii au început să se stabilească în locații permanente și au început să se bazeze pe agricultură. Există multe dovezi că oamenii au luat parte la comerțul la distanță lungă între bande pentru mărfuri rare (cum ar fi ocru, care era adesea folosit în scopuri religioase, cum ar fi ritualul) și materii prime, încă de acum 120.000 de ani, în Paleoliticul mijlociu. 
Comerțul între bandele de vânǎtori-culegǎtori poate să fi apărut în timpul Paleoliticului mijlociu, deoarece comerțul între bande ar fi contribuit la asigurarea supraviețuirii acestora, permițându-le să facă schimb de resurse și mărfuri, cum ar fi materii prime, în perioadele de relativă penurie (adică foamete, secetă). Ca și în societățile moderne de vânători-culegători, indivizii din societățile paleolitice ar fi putut fi subordonați bandei în ansamblu.  Atât oamenii de Neanderthal, cât și oamenii moderni au avut grijă de membrii în vârstă ai societăților lor în timpul paleoliticului mediu și superior. 
Unele surse susțin că majoritatea societăților din paleoliticul mediu și superior au fost, probabil, fundamental egalitare și s-ar fi putut rar sau niciodată să se fi implicat în violență organizată între grupuri (adică război). 
Unele societăți din paleoliticul superior din medii bogate în resurse (cum ar fi societățile din Sungir, în ceea ce este acum Rusia) ar fi putut avea o organizare mai complexă și ierarhică (cum ar fi triburile cu o ierarhie pronunțată și o diviziune oarecum formală a muncii) și s-ar fi putut implica în războiul endemic. Unii susțin că nu a existat o conducere oficială în timpul Paleoliticului Mijlociu și Superior. La fel ca vânătorii-culegători egalitari contemporani, cum ar fi pigmeii Mbuti, societățile ar fi putut lua decizii prin consens comun, mai degrabă decât prin numirea conducătorilor permanenți, cum ar fi șefii și monarhii.  
Nici nu a existat o diviziune formală a muncii în timpul paleoliticului. Fiecare membru al grupului a fost calificat în toate sarcinile esențiale supraviețuirii, indiferent de abilitățile individuale. Au apărut teorii pentru a explica egalitarismul aparent, în special conceptul marxist al comunei primitive. 
Christopher Boehm (1999) a emis ipoteza că egalitarismul ar fi putut evolua în societățile paleolitice din cauza nevoii de a distribui resurse precum hrana și carnea în mod egal pentru a evita foametea și pentru a asigura o aprovizionare stabilă cu alimente.
Raymond C. Kelly speculează că liniștea relativă a societăților din paleoliticul mediu și superior a rezultat dintr-o densitate scăzută a populației, relații de cooperare între grupuri, cum ar fi schimbul reciproc de mărfuri și colaborarea în expedițiile de vânătoare, și deoarece inventarea armelor cu proiectil, cum ar fi sulițele de aruncare, a oferit mai putin in întrucât aruncarea sulițelor a oferit un stimulent mai mic pentru război, deoarece creșteau daunele aduse atacatorului și scădeau cantitatea relativă de teritoriu pe care atacatorii le puteau câștiga.  Cu toate acestea, alte surse susțin că majoritatea grupurilor paleolitice ar fi putut fi mai mari, mai complexe, sedentare și războinice decât majoritatea societăților de vânători-culegători contemporani, din cauza ocupării unor zone cu resurse mai abundente decât majoritatea vânătorilor-culegători moderni care au fost împinși în habitate mai marginale. de către societățile agricole. 
Antropologii au presupus în mod obișnuit că în societățile paleolitice, femeile erau responsabile pentru strângerea plantelor sălbatice și a lemnului de foc, iar bărbații erau responsabili pentru vânătoarea și scoaterea de animale moarte Cu toate acestea, analogiile cu societățile existente de vânători-culegători, cum ar fi poporul Hadza și aborigenii australieni, sugerează că diviziunea sexuală a muncii în paleolitic era relativ flexibilă. Este posibil ca bărbații să fi participat la strângerea de plante, lemn de foc și insecte, iar femeile ar putea să fi procurat vânat mic pentru consum și să fi asistat bărbații în alungarea turmelor de animale mari de vânat (cum ar fi mamuții lânoși și căprioarele) de pe stânci.  În plus, cercetările recente ale antropologului și arheologului Steven Kuhn de la Universitatea din Arizona susțin că această diviziune a muncii nu a existat înainte de Paleoliticul superior și a fost inventată relativ recent în preistoria umană. 
Este posibil ca diviziunea sexuală a muncii să fi fost dezvoltată pentru a permite oamenilor să obțină hrană și alte resurse mai eficient. Posibil că a existat o paritate aproximativă între bărbați și femei în timpul Paleoliticului mijlociu și superior, iar acea perioadă ar fi putut fi cea mai mare perioadǎ a egalității sexuale din istoria omenirii. 
Dovezile arheologice din artă și ritualuri funerare indică faptul că un număr mic de femei individuale se bucurau de un statut aparent înalt în comunitățile lor și este probabil ca ambele sexe să fi participat la luarea deciziilor. Cel mai vechi șaman din paleolitic cunoscut (aproximativ 30.000 ani) a fost o femeie. Jared Diamond sugerează că statutul femeilor a scăzut odată cu adoptarea agriculturii, deoarece femeile din societățile agricole au de obicei mai multe sarcini și se așteaptă să facă o muncă mai solicitantă decât femeile din societățile de vânători-culegători. La fel ca majoritatea societăților de vânători-culegători contemporani, grupurile paleolitice și mezolitice au urmat probabil în mare parte modele de descendență matriliniară și ambilineală; modelele de descendență patriliniară au fost probabil mai rare decât în neolitic.

## Viața spirituală
Potrivit lui James B. Harrod, omenirea a dezvoltat pentru prima dată credințe religioase și spirituale în timpul Paleoliticului mijlociu sau al Paleoliticului superior.  Savanți controversați ai religiei și antropologiei preistorice, James Harrod și Vincent W. Fallio, au propus recent că religia și spiritualitatea (și arta) ar fi putut să fi apărut pentru prima dată la cimpanzeii pre-paleolitici  sau în societățile din Paleoliticul Inferior timpuriu (Oldowan). Potrivit lui Fallio, strămoșul comun al cimpanzeilor și al oamenilor a experimentat stări modificate de conștiință și a participat la ritualuri, iar ritualul a fost folosit în societățile lor pentru a întări legăturile sociale și coeziunea de grup. 
Utilizarea de către oamenii din Paleoliticul Mijlociu a înmormântărilor în locuri precum Krapina, Croația (aproximativ acum 130.000 ani) și Qafzeh, Israel (aproximativ acum 100.000 ani) i-a determinat pe unii antropologi și arheologi, cum ar fi Philip Lieberman, să creadă că oamenii din Paleoliticul Mijlociu ar putea avea poseda o credință într-o viață de apoi și o „preocupare pentru morți care transcende viața de zi cu zi”. Semnele tăiate pe oasele de Neanderthal din diferite situri, cum ar fi Combe-Grenal și Abri Moula din Franța, sugerează că oamenii de Neanderthal – la fel ca unele culturi umane contemporane – ar fi practicat ritualul descarnării din motive (probabil) religioase. Conform descoperirilor arheologice recente din siturile Homo heidelbergensis din Atapuerca, oamenii ar fi putut să-și îngroape morții mult mai devreme, în timpul Paleoliticului inferior târziu; dar această teorie este larg pusă sub semnul întrebării în comunitatea științifică.
De asemenea, unii oameni de știință au propus că societățile din Paleoliticul Mijlociu, cum ar fi societățile de Neanderthal, ar fi putut practica, de asemenea, cea mai timpurie formă de totemism sau adorare a animalelor, pe lângă înmormântarea morților (probabil religios). În special, Emil Bächler a sugerat (pe baza dovezilor arheologice din peșterile din Paleoliticul Mijlociu) că un cult al ursului era larg răspândit printre neanderthalienii din Paleoliticul mijlociu.  O afirmație conform căreia s-au găsit dovezi pentru cultul animalelor din Paleoliticul mijlociu c. 70.000 î.Hr. provine din Dealurile Tsodilo din deșertul african Kalahari a fost negat de anchetatorii inițiali ai sitului.
Cultele animalelor din paleoliticul superior, cum ar fi cultul ursului, ar putea să-și fi avut originile în aceste ipotetice culte animale din paleoliticul mijlociu. Cultul animalelor în timpul Paleoliticului superior a fost împletit cu riturile de vânătoare. De exemplu, dovezile arheologice din artă și rămășițele ursului dezvăluie că cultul ursului implica aparent un tip de ceremonialism sacrificial al ursului, în care un urs era împușcat cu săgeți, terminat printr-o lovitur în plămâni și adorat ritual lângă o figurină de lut. A fost descoperitǎ o statuie  acoperită de o blană de urs cu craniul și corpul ursului îngropate separat.  Barbara Ehrenreich susține în mod controversat că riturile de vânătoare sacrificiale din paleoliticul superior (și, prin extensie, vânătoarea cooperativă paleolitică) au dat naștere la război sau raiduri războinice în timpul epipaleoliticului și mezoliticului următor sau paleoliticului superior târziu.
Existența imaginilor antropomorfe și a imaginilor jumătate umane, jumătate animale în paleoliticul superior poate indica în continuare că oamenii din paleoliticul superior au fost primii oameni care au crezut într-un panteon de zei sau ființe supranaturale,  deși astfel de imagini pot indica în schimb șamanism. practici similare cu cele ale societăților tribale contemporane.  Cea mai veche înmormântare incontestabilă a unui șaman (și, prin extensie, cele mai vechi dovezi incontestabile ale șamanilor și practicilor șamanice) datează din epoca paleoliticului superior timpuriu (acum 30.000 ani) în ceea ce este acum Republica Cehă. Cu toate acestea, în timpul Paleoliticului superior era probabil mai obișnuit ca toți membrii trupei să participe în mod egal și pe deplin la ceremoniile religioase, spre deosebire de tradițiile religioase din perioadele ulterioare în care autoritățile religioase și specialiștii cu jumătate de normă în ritualuri, cum ar fi șamanii, preoții, iar medicii erau relativ obișnuiți și integranți vieții religioase. 
Religia a fost posibil apotropaică; în mod specific, este posibil să fi implicat magie . Figurinele lui Venus, care sunt abundente în evidențele arheologice din paleoliticul superior, oferă un exemplu de posibilă magie simpatică paleolitică, deoarece ar fi putut fi folosite pentru a asigura succesul în vânătoare și pentru a aduce fertilitatea pământului și a femeilor.Figurinele Venus din paleoliticul superior au fost uneori explicate ca reprezentări ale unei zeițe pământului similare cu Gaia sau ca reprezentări ale unei zeițe care este conducătorul sau mama animalelor.  James Harrod le-a descris ca reprezentanți ai proceselor de transformare spirituală șamanistică feminină (și masculină).

## Arta
Exemplele timpurii de expresie artistică, cum ar fi Venus din Tan-Tan și modelele găsite pe oasele de elefant din Bilzingsleben în Turingia, ar fi putut fi produse de utilizatorii de instrumente acheulene, cum ar fi Homo erectus, înainte de începutul perioadei paleolitice medii. Cu toate acestea, cele mai timpurii dovezi incontestabile ale artei din timpul paleoliticului provin din paleoliticul mediu/epoca de piatră mijlocie, cum ar fi Peștera Blombos – Africa de Sud – sub formă de brățări, mărgele,  artă rupestre  și ocru, folosit ca vopsea corporală și poate în ritual. Dovezile incontestabile ale artei devin comune doar în Paleoliticul superior.
Utilizatorii de instrumente Acheulean din Paleoliticul inferior, conform lui Robert G. Bednarik, au început să se angajeze în comportamente simbolice, cum ar fi arta, în jurul anului 850.000 î.en. Ei s-au decorat cu mărgele și au adunat pietre exotice pentru calități estetice, mai degrabă decât utilitare.  Potrivit acestuia, urmele pigmentului ocru din siturile arheologice acheulene din paleoliticul inferior târziu sugerează că societățile acheulene, ca și societățile din paleoliticul superior de mai târziu, au colectat și au folosit ocru pentru a crea artă rupestre. Cu toate acestea, este, de asemenea, posibil ca urmele ocru găsite în siturile paleoliticului inferior să apară în mod natural. 
Oamenii din paleoliticul superior au produs opere de artă, cum ar fi picturi rupestre, figurine cu Venus, sculpturi de animale și picturi pe rocă.  Arta paleoliticului superior poate fi împărțită în două mari categorii: arta figurativă precum picturile rupestre care înfățișează clar animale (sau mai rar oameni); și nonfigurative, care constă din forme și simboluri. 
Picturile rupestre au fost interpretate în mai multe moduri de către arheologii moderni. Cea mai veche explicație, a preistoricului abate Breuil, a interpretat picturile ca pe o formă de magie menită să asigure o vânătoare de succes. Cu toate acestea, această ipoteză nu reușește să explice existența unor animale precum pisicile și leii cu dinți de sabie, care nu erau vânați pentru hrană, și existența ființelor jumătate umane, jumătate animale în picturile rupestre. Antropologul David Lewis-Williams a sugerat că picturile rupestre din paleolitic erau indicii ale practicilor șamaniste, deoarece picturile cu figuri jumătate umane, jumătate animale și îndepărtarea peșterilor amintesc de practicile șamanistice moderne ale vânătorilor-culegători. 
Imaginile asemănătoare simbolurilor sunt mai frecvente în picturile rupestre din Paleolitic decât sunt reprezentările de animale sau oameni, iar modelele simbolice unice ar fi putut fi mărci comerciale care reprezintă diferite grupuri etnice din Paleoliticul superior.  Figurinele lui Venus au evocat controverse similare. Arheologii și antropologii au descris figurinele ca reprezentări ale zeițelor, imagini pornografice, amulete apotropaice folosite pentru magia simpatică și chiar ca autoportrete ale femeilor înseși. 
R. Dale Guthrie  a studiat nu numai cele mai artistice și mediatizate picturi, ci și o varietate de artă și figurine de calitate inferioară și identifică o gamă largă de aptitudini și vârste în rândul artiștilor. El subliniază, de asemenea, că temele principale din picturi și alte artefacte (fiare puternice, scene de vânătoare riscante și reprezentarea suprasexuală a femeilor) sunt de așteptat în fanteziile bărbaților adolescenți din timpul Paleoliticului superior.

Figurinele „Venus” au fost teoretizate, nu universal, ca reprezentând o zeiță-mamă; abundența unor astfel de imagini feminine a inspirat teoria conform căreia religia și societatea din culturile paleolitice (și mai târziu neolitice) erau interesate în primul rând de femei și ar fi putut fi conduse de acestea. Adepții teoriei includ arheologul Marija Gimbutas și savantul feminist Merlin Stone, autorul cărții din 1976, When God Was a Woman, au fost propuse și alte explicații pentru scopul figurinelor, cum ar fi ipoteza lui Catherine McCoid și LeRoy McDermott că ar fi autoportrete ale unor artiste femei  și ipoteza lui R.Dale Gutrie care a servit drept „pornografie din epoca de piatră”.
Originile muzicii din timpul paleoliticului sunt necunoscute. Cele mai timpurii forme de muzică probabil nu foloseau alte instrumente muzicale decât vocea umană sau obiecte naturale, cum ar fi pietrele. Această muzică timpurie nu ar fi lăsat o amprentă arheologică. Este posibil ca muzica să se fi dezvoltat din sunete ritmice produse de treburile zilnice, de exemplu, spargerea nucilor cu pietre. Menținerea unui ritm în timpul lucrului ar fi putut ajuta oamenii să devină mai eficienți în activitățile zilnice.  O teorie alternativă propusă inițial de Charles Darwin explică că muzica poate să fi început ca o strategie de împerechere a hominizilor. Păsările și alte specii de animale produc muzică, cum ar fi apeluri pentru a atrage pereche.  Această ipoteză este în general mai puțin acceptată decât ipoteza anterioară, dar oferă totuși o posibilă alternativă.
Oamenii din Paleoliticul superior (și posibil din Paleoliticul Mijlociu)  au folosit țevi de os asemănătoare unui flaut ca instrumente muzicale,  iar muzica ar fi putut juca un rol important în viața religioasă a vânătorilor-culegători din Paleoliticul superior. Ca și în societățile moderne de vânători-culegători, muzica poate fi folosită în ritual sau pentru a ajuta la inducerea transelor. În special, se pare că tobele din piele de animale ar fi putut fi folosite în evenimente religioase de șamanii din Paleoliticul superior, așa cum arată rămășițele unor instrumente asemănătoare tobelor din unele morminte ale șamanilor din Paleoliticul superior și înregistrarea etnografică a șamanilor și ritualurilor contemporane ale vânătorilor-culegători.